# 松本隆
松本 隆（まつもと たかし、1949年7月16日 - ）は、日本の作詞家、ミュージシャン。ロックバンドはっぴいえんどの元ドラマー。東京都出身、兵庫県神戸市と京都府京都市左京区の二拠点生活 

## 略歴
東京都港区の青山で生まれた。父は元南九州財務局長、仙台銀行相談役の松本亘司（のぶじ）。母は伊香保温泉の石段街にある明治時代から続く写真館（斎藤写真店）の娘である知子。少女時代は「伊香保小町」といわれるほどの美人であり、国鉄のポスターモデルにもなったという。なお、両親ともに群馬県出身である。
港区立青南小学校、慶應義塾中等部、慶應義塾高等学校卒業。慶應義塾大学商学部中退。生まれ育った青山を基点として、多感な時期に多くの時間を過ごした乃木坂や麻布、六本木や渋谷界隈の範囲を「風街」と呼び、心の拠り所として愛している。音楽的にはビートルズの影響を強く受けたと語っている。また、妹が生まれつき病弱で早くに亡くなっており（1980年）、そのことが詞が優しいといわれる理由ではないかと自ら語っている。
1968年に細野晴臣が掛け持ちしていたバンド「バーンズ」のドラマーとして活動中に小坂忠、柳田博義、菊池英二らに細野とともに誘われエイプリル・フールを結成（当時は「松本零」名義）した。この時期に常に本を持ち歩いていて文学青年に見えたことから、細野より「松本、詞を書け」といわれ作詞を担当するようになる。エイプリル・フールが短期間で解散した後、細野、大瀧詠一、鈴木茂と「ヴァレンタイン・ブルー（後のはっぴいえんど）」を結成した。松本が出演したラジオ番組によれば、作詞は細野から「こんな詩を書け」といわれて渡された輸入盤レコードの歌詞を大学の友人に訳してもらい、自分なりに似せて作ったところから始まったという。
はっぴいえんど在籍中は、つげ義春や永島慎二など『ガロ』系漫画や渡辺武信の現代詩に影響を受けた独特の作風で、都市に暮らす人々の心象風景を「ですます」調で描き、一部に熱狂的支持者を生むとともに、日本語ロック論争の発端となった。また、メンバーにはそれぞれ別名があり、松本は「江戸門弾鉄」 名義で初期の大瀧のソロ曲の作詞も担当した。五つの赤い風船の「えんだん」で初めて、他のミュージシャンに詞を提供した。
はっぴいえんど解散後はムーンライダーズ（オリジナル・ムーンライダーズ）として活動する傍ら、作詞家兼音楽プロデューサー業を始める。しかしプロデュース第一作の南佳孝の『摩天楼のヒロイン』完成後に、南から「（歌詞が松本隆の世界すぎて）これはあなたのアルバムだ」と言われ、音楽プロデューサーとしての情熱を失ったという。その後、あがた森魚の『噫無情（レ・ミゼラブル）』、岡林信康の『金色のライオン』などのアルバムのプロデュースも行ったが、それ以降プロデューサー業からは退き、またオリジナルムーンライダーズからも脱退し、作詞家としての活動に専念することになった。
歌謡曲の作詞をするようになったきっかけのひとつに、音楽プロデューサーの木崎賢治との出会いがある。フリーのレコーディング・エンジニアやディレクターをしていた吉野金次を介し、木崎と知り合う。松本は歌謡曲の作詞をしてみたいと伝えると、木崎は吉野が当時担当していたアグネス・チャンの楽曲への作詞提供を提案。そしてアグネス・チャンのオリジナル・アルバム『アグネスの小さな日記』（1974年3月発売）の収録曲を数曲作詞し、その中の一曲「ポケットいっぱいの秘密」（1974年6月10日発売）がシングルカットされ、スマッシュヒット。これがきっかけで歌謡界に本格進出する。「ポケットいっぱいの秘密」のシングルカットに際してはアグネスが当時所属していた渡辺プロダクション社長の渡辺晋の高い評価があったという。ほぼ同時に、チューリップ「夏色のおもいで」を作詞し、これがすでに作曲者として名を成していた筒美京平の目に留まる。それがきっかけで松本は筒美と仕事をするようになり、アグネスと同じ渡辺プロダクション所属だった太田裕美が歌った「木綿のハンカチーフ」（1975年12月21日発売）の大ヒットにより作詞家として注目される。歌謡界に身を投じたきっかけは、『ヤングギター』編集長の山本隆士に「メジャーな分野で詞は書かないのか」と問われたことだった。松本が「あんなものはいつでも書ける」と言い放ったところ、「言った以上は証明してみろ」と山本にいわれ、「それならやってやろうじゃないか」となった。初めは歌謡界を見下していたが、「この詞には曲をつけられないだろう」と筒美に「木綿のハンカチーフ」の歌詞を持っていったところ、あっさりと曲をつけられてしまった。以後、考えを改め、作詞に没頭するようになった。
1970年代後半までに手掛けた特筆すべき仕事は、1975年の「木綿のハンカチーフ」の作詞ぐらいであるが、1978年に一連の原田真二作品の作詞を手掛けて世間に知られるようになった。松本自身、「1970年代後半は歌謡曲の駆け出し。駆け出しといっても、78年頃にはトップの方にいた」と述べている。
筒美京平とのコンビで中原理恵「東京ららばい」、桑名正博「セクシャルバイオレットNo.1」、近藤真彦「スニーカーぶる〜す」など、合計約380作品を手掛ける一方、1980年代よりはっぴいえんど時代の仲間たちを歌謡界に呼び寄せ、ヒットメーカーとしての快進撃が始まる。ミリオンセラーとなった細野とのイモ欽トリオ「ハイスクールララバイ」や大瀧の大ヒット・アルバム『A LONG VACATION』、第23回日本レコード大賞を受賞した寺尾聰の「ルビーの指環」、そして松田聖子の24曲連続オリコン1位中17曲を手掛けるなど、阿久悠に代わり歌謡界で一時代を築き上げた。松田聖子についてはプロデューサーの若松宗雄、編曲の大村雅朗とともに「聖子プロジェクト」の主要メンバーとして聖子を支え、松本の人脈を活かして作曲家を起用するなど、作詞家の範疇を超え総合的な曲のプロデュースに関わっていた。歌謡曲における“松本・筒美”コンビの名は後に伝説と化す。
その後も薬師丸ひろ子、斉藤由貴、中山美穂、C-C-Bなど多数のアイドル、アーティストに詞を提供したが、1989年に一時作詞家としての活動を「休憩」。1994年に本格的に作詞活動を再開するまでの間は能・歌舞伎・オペラ・クラシックなどの「古典」にはまり、1992年にはフランツ・シューベルト『冬の旅』の現代口語訳を手掛けた。
作詞以外の文筆活動も行っており、代表作ともいえる私小説『微熱少年』は、自身が監督して映画化された。これは作詞を担当した鈴木茂の曲と同名タイトルである。
現在は自主レーベル「風待レコード」を設立し若手の育成に努めている。また、ドラマ『のだめカンタービレ』では松田聖子の「ピンクのモーツァルト」が引用され、アニメ『マクロスF』の挿入歌「星間飛行」のヒットなどで新たな世代に存在を示しファン層を拡げた。
クラシック音楽にも造詣が深く、シューベルトの歌曲集「冬の旅」（1992年）、「美しき水車小屋の娘」（2004年）、「白鳥の歌」（2018年） に現代日本語訳をつけた。1999年には、カナリア諸島へ伝説の指揮者カルロス・クライバーの演奏会を聴きに行ったことがある。
また純邦楽作品として日本の古典文学や著者をモチーフに作詞を始める。2007年に静御前をモチーフとして作詞した「静」（作曲：藤舎貴生）、2012年に藤舎貴生のアルバム『幸魂 奇魂－古事記より－ 』（第54回日本レコード大賞企画賞受賞作品）、2024年に「儚小町」などを書き上げている。完成した楽曲に日本舞踊の名手が振付を考え、舞踊作品として披露されている。
米国・韓国・中国のドラマ・映画にも耽溺しているといわれる。近年の趣味ではオンラインゲームも嗜むようになり、以前開設していた松本自身のウェブサイトでは「エバークエスト2」などゲームのスクリーンショットまで載せるほどのゲーマーっぷりを発揮していた。愛車はレクサス・RC F と レクサス・LC 。綾瀬はるかのファン。
2013年、慶應義塾大学特選塾員となる。またこの年、神戸へ移り住んだ。
2015年8月21日・22日、『松本隆 作詞家活動四十五周年記念オフィシャル・プロジェクト』の集大成ともいえる『風街レジェンド2015』と冠したライブを東京国際フォーラムにて行った。松本が作詞を提供したアーティストらが数多く出演し、松本自身もはっぴいえんどのドラマーとしてステージに立った。両日とも公演時間は3時間30分以上に及ぶものであった。なお、本ライブの模様は、Blu-ray化され、2021年12月22日にリリースされた。
2017年、紫綬褒章を受章。
2020年11月2日、デビュー50周年を記念したトリビュートライブ『松本隆 50周年 風街古都 コトノハ』が京都コンサートホールアンサンブルホールムラタで開催された。但し、2019年以降の新型コロナウイルスによる感染拡大の状況を受け（「日本における2019年コロナウイルス感染症の流行状況」、「新型コロナウイルス感染症の世界的流行 (2019年-)」、「2019年コロナウイルス感染症による社会・経済的影響」参照）、無観客での開催・有料生配信を行った。出演者は曽我部恵一、城領明子、ノラオンナ、花*花、山田兎。サプライズゲストに岡林信康。
2020年11月20日、『松本隆 作詞活動50周年記念オフィシャル・プロジェクト』を始動。同日、プロジェクトのスタートアップとしてWeb配信番組「〜松本 隆 作詞活動50周年記念オフィシャル・プロジェクト〜風街ちゃんねる」を開局。同年12月12日に第1回を配信（月に1回、全6回。有料配信）。松本とともに宇賀なつみがMCを務め、毎回“風街の住人”をゲストに迎えて「作詞家・松本隆」のエピソードや秘話を時系列に沿って紐解いていくトーク番組。2021年10月31日に最終回を配信した。
2020年12月10日、『松本隆作詞活動50周年トリビュートアルバム』の制作を発表。
2021年7月14日、松本隆作詞活動50周年トリビュートアルバム『風街に連れてって!』がびいだまレコーズより発売。
2021年11月5日・6日、『松本隆 作詞活動50周年記念オフィシャル・プロジェクト』の集大成ともいえるコンサート『風街オデッセイ2021』が日本武道館にて開催された。松本が作詞を提供したアーティストや縁のあるアーティスト40組以上が出演。松本は、細野晴臣、鈴木茂と共に、36年ぶりに"はっぴいえんど"のドラマーとして両日出演。「花いちもんめ」「12月の雨の日」「風をあつめて」の3曲を披露した。MCにおいて、1966年にビートルズが日本公演を行った際に、当時高校生だった松本はステージの正面（南スタンド）で公演を観て感銘を受けたことが、バンドを組む切っ掛けであったことを明かし「今、ここに立っています。あそこからここまで50年かかりました。今日はリンゴ・スターと同じ、ラディックのドラムで」と感慨無量の言葉を述べ、万雷の拍手を受けた。
2025年7月、作詞活動55周年を祝うイベント『〜松本 隆 作詞活動55周年記念 オフィシャル・プロジェクト〜 風街ぽえてぃっく2025』が同年9月に開催されることが発表された。

## 家族・親族
父：松本亘司 - 1923年9月23日生まれ。茂十郎・むらの三男。元南九州財務局長、仙台銀行相談役。中央大学商学部卒業。
母：知子 - 1926年11月10日生まれ。斎藤嘉平の長女。高崎市立高等女学校卒業。実家は伊香保温泉の石段街にある明治時代から続く写真館・斎藤写真店。日本営業写真業界の草分けで、徳冨蘆花の撮影も担当した。
弟：裕 - 1951年2月20日生まれ。レコーディング・エンジニア。株式会社ビークル代表取締役社長。日本大学生産工学部卒業。
妹：由美子 - 6歳年下の妹で、生まれつき心臓が弱く、1980年6月13日に24歳で死去した。当時、大滝詠一の『A LONG VACATION』制作中だったが、妹の死のショックに伴いスランプに陥り、一時詞を書けなくなる。松本は「別の作詞家を探してくれ」と言うも、大滝は、作詞は松本以外は考えておらず、松本が再び詞を書けるまで待った為、『A LONG VACATION』の発売が延期される。妹を喪った失意の中、渋谷の景色がモノクロームにしか見えなかった事が「君は天然色」の歌詞が生まれたきっかけとなった。
妻：これ迄に3度の婚姻・離婚歴あり。2016年に書道家の女性と3度目の結婚をするも、2019年に離婚した事が報じられた。

## 主な作品
以下に歌手、アーティスト、グループの五十音順で記述します。

### あ行
あいざき進也
- ミッドナイト急行（1977年1月25日、作曲：三木たかし）
- 早春にはばたけ（1977年1月25日、作曲：三木たかし）

相本久美子
- チャイナタウンでよろめいて（1979年2月25日、作曲：穂口雄右）
- お熱いのはお好き?（1979年6月21日、作曲：穂口雄右）

秋山絵美
- キョンシー!!!　（1988年2月5日、作曲：細野晴臣）
- 蘭の園（1988年2月5日、作曲：細野晴臣）

アグネス・チャン
- ポケットいっぱいの秘密（1974年6月10日、作曲：穂口雄右）
- 想い出の散歩道（1974年、作曲：馬飼野俊一）
- 雨模様（1974年、作曲：穂口雄右）
- はだしの冒険（1975年6月10日、作曲：平尾昌晃）
- 心のとびら（1975年6月10日、作曲：平尾昌晃）
- 愛はメッセージ（1976年8月10日、作曲：武川雅寛）
- 心に翼を下さい（1977年4月25日、作曲：加瀬邦彦）
- 雨の月曜日（1977年11月25日、作曲：加藤和彦）
- アゲイン（1978年8月25日、作曲：吉田拓郎）
- グッド・ナイト・ミスロンリー（1978年8月25日、作曲：松任谷正隆）
- やさしさ知らず（1978年11月25日、作曲：松任谷正隆）
- 3つの銅貨（1978年11月25日、作曲：松任谷正隆）
- ハート通信（1978年12月21日、「ヨーイドン」収録、作曲：吉田拓郎）

朝加真由美
- ひとり暮らし（作曲：馬飼野康二）

浅香唯
- 愛しい人と眠りたい（1992年1月29日、作曲：大森隆志）
- 友情（作曲：大森隆志）

浅田美代子
- 少女恋唄（1975年3月1日、作曲：三木たかし）
- 紅い花（1975年3月1日、作曲：三木たかし）

浅野ゆう子
- センチメンタル海岸（1978年3月31日、作曲：馬飼野康二）

アップルズ
- ブルーエンジェル（青い天使）（作曲：馬飼野康二）
- 恋はミステリー（作曲：穂口雄右）
- セブンティーンの航海（作曲：馬飼野康二）

あのねのね
- 人間は何て悲しいんだろう（1976年11月、作曲：加藤和彦）
- 我がプロポーズ（作曲：加藤和彦）

阿部寛
- 君に捧げる歌（作曲：NOBODY）
- 硝子のかけら（作曲：NOBODY）
- 心のシャッター（作曲：財津和夫）
- 綺麗になったね（作曲：財津和夫）
- 魂の日々（作曲：木戸やすひろ）
- 渚へ（作曲：村田和人）
- パズル（作曲：中崎英也）

安部恭弘
- STILL I LOVE YOU（作曲：安部恭弘）
- CAFE FLAMINGO（作曲：安部恭弘）
- ジュリエット（作曲：安部恭弘）
- TIGHT UP（作曲：安部恭弘）
- RAINY DAY GIRL（作曲：安部恭弘）

天地真理
- レイン・ステイション（作曲：筒美京平）
- 家なき子（作曲：筒美京平）
- 愛・つづれ織り（1979年12月21日、作曲：森田公一）
- 旅人は風の国へ（1979年12月21日、作曲：森田公一）

綾瀬はるか
- マーガレット（2010年8月11日、作曲：呉田軽穂）

荒川務
- ブラームスは聞かない（作曲：馬飼野康二）

alan
- 「生きる」（2011年6月29日、作曲：菊池一仁）

アルフィー
- 夏しぐれ（1974年8月25日、作曲：筒美京平）
- 青春の記憶（1975年5月25日、作曲：筒美京平）
- 真夏の夢（作曲：筒美京平）
- 心の扉（作曲：筒美京平）
- 危険なリンゴ（作曲：筒美京平）
- 水いらずの午後（作曲：筒美京平）

ANKH
- イマジネーション（1980年7月21日、作曲：佐藤健）
- 至近距離（作曲：曽我泰久）

飯島真理
- 夢色のスプーン（作曲：筒美京平）
- リンゴの森の子猫たち（作曲：筒美京平）
- 1グラムの幸福（1984年11月5日、作曲：飯島真理）
- セシールの雨傘（作曲：飯島真理）

イエロー・マジック・オーケストラ
- 君に、胸キュン。（1983年3月25日、作曲：坂本龍一・高橋幸宏・細野晴臣）
- 過激な淑女（1983年7月27日、作曲：坂本龍一・高橋幸宏・細野晴臣）

五十嵐浩晃
- サマー・トワイライト（作曲：五十嵐浩晃）
- 再会（作曲：五十嵐浩晃）
- キプロスの砂（作曲：五十嵐浩晃）
- 君の生き方をつらぬいて（作曲：五十嵐浩晃）
- DAY DREAM（作曲：五十嵐浩晃）

五十嵐夕紀
- 第一印象（作曲：川口真）
- 面影ありがとう（作曲：川口真）
- えとらんぜ（作曲：吉田拓郎）
- ほ・ほ・え・み（作曲：吉田拓郎）
- ワル! (泣くのはおよし)（1978年10月20日、作曲：都倉俊一）
- メイク・アップ（作曲：都倉俊一）

石井明美
- L’amant（作曲：筒美京平）
- 春のまどろみ（作曲：筒美京平）
- やさしい人（作曲：筒美京平）

石川秀美
- 妖精時代（作曲：小田裕一郎）
- ゆ・れ・て湘南（作曲：小田裕一郎）
- 初恋通信（作曲：小田裕一郎）
- ガラスのブローチ（作曲：小田裕一郎）
- 水色のカナリア（作曲：小田裕一郎）
- 禁じられた恋の島（作曲：小田裕一郎）
- 海のスケッチ（作曲：小田裕一郎）
- ストロベリー・シェイク（作曲：林哲司）
- はちみつテイスト（作曲：林哲司）

石川ひとみ
- 三枚の写真（作曲：大野克夫）
- ハート通信（作曲：吉田拓郎）

石毛礼子
- 旅の手帖（作曲：網倉一也）
- 涙のコンチェルト（作曲：松宮恭子）

石田純一
- ジゴロ（作曲：田島貴男）
- MINT JULEP（作曲：羽場仁志）

石野真子
- めぐり逢い（作曲：上田知華）
- コートダジュールで（作曲：加藤和彦）

五木ひろし
- 抱擁（作曲：平井夏美）
- 胡蝶蘭（作曲：関口誠人）
- 街灯（作曲：玉置浩二）
- 夏の雨、リスボンで（作曲：平井夏美）
- 水蜜桃（作曲：金子隆博）
- 愛情のワルツ（作曲：平井夏美）
- 終着駅（作曲：玉置浩二）
- 求婚（作曲：玉置浩二）
- 紅葉狩（作曲：関口誠人）
- 孤独な女（作曲：吉田拓郎）
- 時のせせらぎ（作曲：吉田拓郎）
- 白い百合（作曲：五木ひろし）
- 心の三叉路（作曲：金子隆博）

五つの赤い風船
- えんだん（作曲：西岡たかし）

伊藤咲子
- 友達になろう（作曲：吉田拓郎）

伊東ゆかり
- ロマンチスト（作曲：筒美京平）
- プレイボーイ・マガジン（作曲：筒美京平）

稲垣潤一
- バチェラー・ガール（作曲：大瀧詠一）
- 恋するカレン（作曲：大瀧詠一）
- カナリア諸島にて（作曲：大瀧詠一）
- 微熱少年（作曲：鈴木茂）

井上あずみ
- 桜、舞う（作曲：馬飼野康二）

イモ欽トリオ
- ハイスクールララバイ（1981年8月5日、作曲：細野晴臣）
- ティアドロップ探偵団（作曲：細野晴臣）
- サーフサイドX（作曲：井上大輔）
- ティーンエイジ・イーグルス（作曲：細野晴臣）
- エレクトリック・スーパーマン（作曲：細野晴臣）
- 閃光ロック（作曲：井上大輔）
- 高校三年生 '82（作曲：南高節）
- 美少女エレジー（作曲：吉田拓郎）
- 失恋レッスン (A・B・C)（作曲：細野晴臣）
- 初恋のマドンナ（作曲：南高節）
- ハートブレイク・トレイン（作曲：井上大輔）
- 雨のライダー ブルース（作曲：細野晴臣）
- 制服のエンジェル（作曲：吉田拓郎）

岩崎宏美
- ワンウェイ・ラブ（作曲：萩田光雄）
- 美しい夏（作曲：萩田光雄）
- 摩天楼（作曲：浜田金吾）
- 絵空事（作曲：浜田金吾）
- 檸檬（作曲：鈴木キサブロー）
- 影絵（シルエット）（作曲：鈴木キサブロー）
- 真珠のピリオド（作曲：筒美京平）
- 夜明けの天使たち（作曲：筒美京平）

Wink
- One Night In Heaven 〜真夜中のエンジェル〜（作曲：スティーブ・リローニ・ダン・ナヴァーロ）
- Cat-Walk Dancing（作曲：羽場仁志）
- Shining Star（作曲：尾関昌也）

植木等
- FUNX4（作曲：大瀧詠一）

エイプリル・フール
- いつか……（作曲：小坂忠・細野晴臣）
- 母なる大地–I（作曲：菊池英二）
- 母なる大地–II（作曲：菊池英二）
- 暗い日曜日（作曲：細野晴臣）

江口洋介
- TRAVELING BOY -解き放たれた矢のように（作曲：江口洋介・佐橋佳幸）

NHK学園高等学校
- 最高のぼくら（校歌）（2018年4月、作、曲：秦基博）

大滝詠一
- 恋の汽車ポッポ（作詞：江戸門弾鉄、作曲：多羅尾伴内）
- それはぼくじゃないよ（作曲：大瀧詠一）
- 空飛ぶくじら（作詞：江戸門弾鉄、作曲：多羅尾伴内）
- 指切り（作曲：大瀧詠一）
- 乱れ髪（作曲：大瀧詠一）
- 君は天然色（作曲：大瀧詠一）
- Velvet Motel（作曲：大瀧詠一）
- カナリア諸島にて（作曲：大瀧詠一）
- 我が心のピンボール（作曲：大瀧詠一）
- 雨のウェンズデイ（作曲：大瀧詠一）
- スピーチ・バルーン（作曲：大瀧詠一）
- 恋するカレン（作曲：大瀧詠一）
- FUNX4（作曲：大瀧詠一）
- さらばシベリア鉄道（作曲：大瀧詠一）
- オリーブの午后（作曲：大瀧詠一）
- 白い港（作曲：大瀧詠一）
- Water Color（作曲：大瀧詠一）
- ♥（ハート）じかけのオレンジ（作曲：大瀧詠一）
- 魔法の瞳（作曲：大瀧詠一）
- 夏のペーパーバック（作曲：大瀧詠一）
- 木の葉のスケッチ（作曲：大瀧詠一）
- 恋のナックルボール（作曲：大瀧詠一）
- 銀色のジェット（作曲：大瀧詠一）
- 1969年のドラッグレース（作曲：大瀧詠一）
- ガラス壜の中の船（作曲：大瀧詠一）
- ペパーミント・ブルー（作曲：大瀧詠一）
- レイクサイドストーリー（作曲：大瀧詠一）
- Bachelor Girl（作曲：大瀧詠一）
- フィヨルドの少女（作曲：大瀧詠一）

太田裕美
- あこがれ（作曲：都倉俊一）
- 朝顔の花（作曲：都倉俊一）
- 雨だれ（作曲：筒美京平）
- 白い季節（作曲：筒美京平）
- 幸福ゆき（作曲：筒美京平）
- あなたに夢中（作曲：筒美京平）
- 雨の予感（作曲：筒美京平）
- 夏の扉（作曲：筒美京平）
- やさしさを下さい（作曲：筒美京平）
- 心さわぎ（作曲：筒美京平）
- たんぽぽ（作曲：筒美京平）
- リラの花咲く頃（作曲：筒美京平）
- ぬくもり（作曲：筒美京平）
- 白い封筒（作曲：筒美京平）
- 太陽がいっぱい（作曲：筒美京平）
- やさしい翼（作曲：萩田光雄）
- ねぇ……!（作詞：松本隆・太田裕美、作曲：太田裕美）
- 回転木馬（作曲：筒美京平）
- すれちがい（作曲：筒美京平）
- 妹（作曲：筒美京平）
- レモン・ティー（作曲：筒美京平）
- ピアニシモ・フォルテ（作曲：萩田光雄）
- 紙ひこうき（作曲：筒美京平）
- 青い封筒（作曲：筒美京平）
- 夕焼け（作曲：筒美京平）
- 水曜日の約束（作曲：筒美京平）
- 木綿のハンカチーフ（作曲：筒美京平）
- 揺れる愛情（作曲：筒美京平）
- 袋小路（作曲：荒井由実）
- ひぐらし（作曲：荒井由実）
- 青春のしおり（作曲：佐藤健）
- 七つの願い事（作曲：萩田光雄）
- かなしみ葉書（作曲：筒美京平）
- 銀河急行に乗って（作曲：筒美京平）
- わかれ道（作曲：筒美京平）
- 赤いハイヒール（作曲：筒美京平）
- 茶色の鞄（作曲：筒美京平）
- オレンジの口紅（作曲：筒美京平）
- わかれの会話（作曲：筒美京平）
- 都忘れ（作曲：筒美京平）
- 青空のサングラス（作曲：筒美京平）
- 遠い夏休み（作曲：筒美京平）
- カントリー・ロード（作曲：筒美京平）
- ベージュの手帖（作曲：筒美京平）
- ハネムーン・ララバイ（作曲：筒美京平）
- 最後の一葉（作曲：筒美京平）
- 銀のオルゴール（作曲：筒美京平）
- カーテン　（作曲：ケン・田村）
- 湘南アフタヌーン（作曲：山田つぐと）
- 一つの朝（作曲：佐藤健）
- ガラスの腕時計（作曲：萩田光雄）
- しあわせ未満（作曲：筒美京平）
- 初恋ノスタルジー（作曲：筒美京平）
- 夏風通信（作曲：筒美京平）
- レインボー・シティー・ライト（作曲：筒美京平）
- 自然に愛して（作曲：筒美京平）
- 太陽写真（作曲：筒美京平）
- トライアングル・ラブ（作曲：筒美京平）
- ロンドン街便り（作曲：筒美京平）
- 暗くなるまで待って（作曲：筒美京平）
- 恋愛遊戯（作曲：筒美京平）
- 心象風景（作曲：筒美京平）
- 九月の雨（作曲：筒美京平）
- マニキュアの小壜（作曲：筒美京平）
- 恋人たちの100の偽り（作曲：筒美京平）
- 四季絵巻（作曲：筒美京平）
- 失恋魔術師（作曲：吉田拓郎）
- 花吹雪（作曲：吉田拓郎）
- 鍵（作曲：吉田拓郎）
- ドール（作曲：筒美京平）
- クリスタル・ムーン（作曲：筒美京平）
- ピッツァ・ハウス22時（作曲：筒美京平）
- リボン（作曲：筒美京平）
- スワン（作曲：筒美京平）
- Summer End Samba（作曲：筒美京平）
- エアポート’78（作曲：筒美京平）
- 煉瓦荘（作曲：筒美京平）
- 天国と地獄（作詩：松本隆・太田裕美 作曲：筒美京平）
- 元気？（作曲：筒美京平）
- 冬の蜂（作曲：筒美京平）
- 振り向けばイエスタディ（作曲：筒美京平）
- スカーレットの毛布（作曲：筒美京平）
- 茉莉の結婚（作曲：筒美京平）
- Nenne（作曲：筒美京平）
- 街の雪（作曲：筒美京平）
- 海が泣いている （作曲：筒美京平）
- ナイーブ（作曲：筒美京平）
- 水鏡（作曲：筒美京平）
- 女優（ヒロイン）（作曲：筒美京平）
- ∞（アンリミテッド）（作曲：筒美京平）
- さらばシベリア鉄道（作曲：大瀧詠一）
- 恋のハーフムーン（作曲：大瀧詠一）
- ブルー・ベイビー・ブルー（作曲：大瀧詠一）
- サヨナラの岸辺（作曲：太田裕美）
- 魂のピリオド（作曲：筒美京平）
- 水彩画の日々（作曲：筒美京平）
- ハーブの香り（作曲：筒美京平）
- 神様のいたずら（作曲：筒美京平）
- きっと天使（作曲：筒美京平）
- イルカが空を泳ぐ晩（作曲：太田裕美）

大竹しのぶ
- 白いヴェール（作曲：J.S.バッハ）

大西結花
- チューリップの蕾（作曲：南佳孝）
- 星屑を髪に飾って（作曲：南佳孝）　
- 好きにして…（作曲：ジョーイ・カーボーン）
- 四月のバラ（作曲：ジョーイ・カーボーン）

大橋純子
- ペイパー・ムーン（作曲：筒美京平）
- やさしい人（作曲：筒美京平）
- ジョーク（作曲：萩田光雄）
- ひきしお（作曲：佐藤健）
- キャシーの噂（作曲：林哲司）
- シンプル・ラブ（作曲：佐藤健）
- 今シルエットのように（作曲：佐藤健）
- ミスター・スマイル（作曲：佐藤健）
- 落日風景（作曲：増尾元章）
- 炎のヒロイン（作曲：深町純）
- スターライト・トレイン（作曲：佐藤健）
- ラブ・マシーン（作曲：佐藤健）
- 火のように水のように（作曲：筒美京平）

岡田奈々
- ひとりごと（作曲：都倉俊一）
- ひとりぼっちの幸福（作曲：都倉俊一）
- 女学生（作曲：都倉俊一）
- 放課後（作曲：都倉俊一）
- くちづけ（作曲：森田公一）
- 青いめまい（作曲：森田公一）
- 青春の坂道（作曲：森田公一 ※補作詞、雑誌『明星』募集歌）
- 恋はかくれんぼ（作曲：森田公一）
- 若い季節（作曲：佐藤健）
- 手編みのプレゼント（作曲：佐藤健）
- 地図のない旅（作曲：瀬尾一三）
- かざらない青春（作曲：佐藤健）
- プリーズ・プリーズ（作曲：瀬尾一三）
- ゆびきり（作曲：都倉俊一）
- あこがれ（作曲：都倉俊一）
- 川のある町（作曲：都倉俊一）
- 水の中の小さな魚（作曲：都倉俊一）
- はじめまして奈々です（作曲：都倉俊一）
- 水色の絵の具（作曲：都倉俊一）
- 風のふれあい（作曲：都倉俊一）
- 朝顔の花（作曲：都倉俊一）
- きまぐれ（作曲：都倉俊一）
- 昨日・今日・明日（作曲：都倉俊一）
- 雨のテレフォン（作曲：瀬尾一三）
- 握手しようよ（作曲：佐藤健）
- 冬便り（作曲：瀬尾一三）
- 交換日記（作曲：中村泰士）　
- 少女夜曲（作曲：実川俊）　　
- 時計の針を止めて（作曲：松崎しげる）
- 幼な友達（作曲：佐藤健）　
- らぶ・そんぐ（作曲：瀬尾一三）　
- みちくさ（作曲：中村泰士）　
- 雨のささやき（作曲：佐藤健）　
- 海のレストラン（作曲：松崎しげる）　
- ふるさとをあげる（作曲：実川俊）
- 帰郷（作曲：瀬尾一三）　
- 恋占いはいかが?（作曲：瀬尾一三）　
- 指定席（作詞：岡田奈々、松本隆 作曲：瀬尾一三）
- 傷心旅行（作曲：佐藤健）
- 祭りが来ます（作曲：瀬尾一三）　
- 二人乗りの自転車（作曲：佐藤健）　
- 新しい日記帖（作曲：佐藤健）
- 昨日の雨（作曲：松崎しげる）　　

荻野目洋子
- フリージアの雨（作曲：船山基紀）
- 2Bの鉛筆（作曲：船山基紀）
- 生命の詩（作曲：服部克久）
- TOKYO GIRL（作曲：林田健司）
- 海の珊瑚（作曲：林田健司）

尾崎紀世彦
- サングリア - 真昼の夢 -（作曲：筒美京平）
- 愛の追跡（作曲：筒美京平）

オトナモード
- 雨色（作曲：高橋啓太）
- ミルフィーユ（作曲：高橋啓太）

小幡洋子
- もしも空を飛べたら（作曲:筒美京平）※「天空の城ラピュタ」イメージソング

オフ・コース
- 忘れ雪（作曲：筒美京平）
- 水いらずの午後（作曲：筒美京平）

ORIGINAL LOVE
- 夜行性（作曲：田島貴男）
- 守護天使（作曲：田島貴男）
- Hey Space Baby!（作曲：田島貴男）

オレンジ・シスターズ
- アメリカからの手紙（作曲：松尾清憲）

### か行
柏原芳恵
- ト・レ・モ・ロ（作曲：筒美京平）
- 海岸線（作曲：筒美京平）

加藤ミリヤ
- ディア ロンリーガール（作曲：Marvin Gaye, David Ritz, Odell Elliot Brown Jr., 他）※補作詞

角川博
- うさぎ温泉音頭（作曲：大瀧詠一）

金井夕子
- ラスト ワルツ イン ブルー（作曲：筒美京平）
- Loving You（作曲：筒美京平）
- オリエンタル ムーン（作曲：筒美京平）
- ロックンロール・グッバイ（作曲：筒美京平）
- Hollywood Night（作曲：筒美京平）
- Morning Air（作曲：筒美京平）
- 月光小夜曲 ムーンライト セレナーデ（作曲：筒美京平）
- A BOY FROM ANDES（作曲：筒美京平）

金沢明子
- イエロー・サブマリン音頭 訳詞（作曲：Lennon - McCartney、編曲：萩原哲晶、プロデュース：大瀧詠一）

かまやつひろし
- 水無し川（作曲：吉田拓郎）
- 親父よ（作曲：かまやつひろし）
- 仁義なき戦い（作曲：細野晴臣）
- 道化役（作曲：日高富明）

亀淵友香
- 砂糖菓子の街（作曲：矢野誠）

加山雄三
- 光進丸（作曲：弾厚作）
- フィジーにおいで（作曲：弾厚作）

KAYO
- 三つ編みヒロイン（作曲：細野晴臣）

ガロ
- ビートルズはもう聞かない（作曲：佐藤健）

川田あつ子
- 秘密のオルゴール（作曲：財津和夫）
- 哀しみよ今日は（作曲：財津和夫）

川村ゆうこ
- 孤独なランナー（作曲：大野克夫）
- ロンサム通り（作曲：大野克夫）

神田広美
- 人見知り（作曲：穂口雄右）
- 霙景色（作曲：穂口雄右）
- 哀しみ予報（作曲：穂口雄右）
- 真珠橋（作曲：穂口雄右）
- 薔薇詩集（作曲：馬飼野俊一）
- アネモネの詩（作曲：馬飼野俊一）
- ドンファン（作曲：吉田拓郎）
- 屋根の上の仔猫（作曲：馬飼野俊一）
- 赤い羽（作曲：馬飼野俊一）
- 待ち呆気（作曲：馬飼野俊一）
- 薔薇詩集（作曲：馬飼野俊一）

北村優子
- ハロー・サンシャイン（作曲：穂口雄右）
- ジェラシー（作曲：穂口雄右）

木之内みどり
- 学生通り（作曲：財津和夫）
- いじっぱりな私（作曲：財津和夫）
- グッドフィーリング（作曲：財津和夫）
- 氷イチゴの頃（作曲：財津和夫）
- 兄貴ごめんね（作曲：財津和夫）
- 東京メルヘン（作曲：吉田拓郎）
- フルーツ（作曲：実川俊）
- ヨーヨー（作曲：市川善光）
- ゆめまくら（作曲：小泉まさみ）
- シティー・ライト（作曲：マイケル・K・中村）
- ジュ・テーム（作曲：佐藤健）
- イマージュ（作曲：谷山浩子）
- 走れ風のように（作曲：平尾昌晃）
- 愛に肩寄せて（作曲：平尾昌晃）

KinKi Kids
- 硝子の少年（1997年、作曲：山下達郎）
- Kissから始まるミステリー（1997年、作曲：山下達郎）
- ジェットコースター・ロマンス（1998年、作曲：山下達郎）
- このまま手をつないで（1998年、作曲：馬飼野康二）
- Happy Happy Greeting（1998年、作曲：山下達郎）
- シンデレラ・クリスマス（1998年、作曲：谷本新）
- ボクの背中には羽根がある（2001年、作曲：織田哲郎）
- 薄荷キャンディー（2003年、作曲・編曲：Fredrik Hult, Ola Larsson, Öystein Grindheim, Henning Harturng）
- スワンソング（2009年、作曲：瀬川浩平）
- 同窓会（2011年、作曲：林田健司）
- ラジコン（2011年、作曲：筒美京平）
- ヒマラヤ・ブルー（2011年、作曲：織田哲郎）
- 99%（2020年、作曲：細野晴臣）
- 高純度romance（2022年、作曲：マシコタツロウ）

キャプテンストライダム
- 風船ガム（作曲：永友聖也）

草川祐馬
- 西暦2001年（作曲：馬飼野康二）
- 哀愁のシアター（作曲：馬飼野康二）

クミコ
- お帰りなさい（作曲：筒美京平）
- かみかくし（作曲：あがた森魚）
- 銀幕の雨（作曲：鈴木慶一）
- 心の指紋（作曲：筒美京平）
- さいごの抱擁（作曲：平井夏美）
- 接吻（作曲：植野慶子）
- 千とひとつの夜（作曲：リムスキー＝コルサコフ）
- ちょうちょ（作曲：筒美京平）
- 昼顔（作曲：植野慶子）
- ままごと（作曲：細野晴臣）
- 蜜柑水（作曲：coba）
- やさしい娼婦（作曲：鈴木博文）
- 情熱（作曲：筒美京平）
- 鳥の歌（作曲：カタロニア民謡）
- さみしいときは恋歌を歌って（作曲：秦基博）
- 不協和音（作曲：七尾旅人）
- 消しゴム（作曲：吉澤嘉代子）
- フローズン・ダイキリ（作曲：横山剣）
- しゃくり泣き（作曲：村松崇継）
- 枝垂桜（作曲：亀田誠治）
- セレナーデ（作曲：フランツ・シューベルト）
- 恋に落ちる（作曲：永積 崇）
- 砂時計（作曲：つんく）
- 輪廻（作曲：菊地成孔）
- チューリップ（作曲：JY Choi）

桑名正博
- 真夜中列車第2便（作曲：桑名正博）
- 哀愁トゥナイト（作曲：筒美京平）
- さよならの夏（作曲：筒美京平）
- フェアウェル・モーニング（作曲：筒美京平）
- 恋とブギウギ（作曲：桑名正博）
- サマー・スウェット（作曲：筒美京平）
- セントラル・パーク（作曲：桑名正博）
- ダンシング（作曲：桑名正博）
- 薔薇と海賊（作曲：筒美京平）
- キャディラック（作曲：筒美京平）
- 毛皮のビーナス（作曲：筒美京平）
- 満潮（作曲：筒美京平）
- サード・レディー（作曲：筒美京平）
- テキーラ・ムーン（作曲：筒美京平）
- ロード・マシーン（作曲：桑名正博）
- スコーピオン（作曲：筒美京平）
- 俺たちに明日はない（作曲：筒美京平）
- セクシャルバイオレットNo.1（作曲：筒美京平）
- You're my baby（作曲：筒美京平）
- THE SUPER STAR（作曲：筒美京平）
- スポーツ・ウーマン（作曲：筒美京平）
- ムーディー・ウーマン（作曲：筒美京平）
- TO BE OF NOT TO BE（作曲：筒美京平）

桑原一郎
- 谷間の百合（作曲：筒美京平）

研ナオコ
- 日本人形（作曲：細野晴臣）

小泉今日子
- 迷宮のアンドローラ（作曲：筒美京平）
- DUNK（男区）（作曲：筒美京平）
- 哀愁小町（作曲：馬飼野康二）
- 天然色のロケット（作曲：筒美京平）
- 魔女（作曲：筒美京平）
- 気分はハートブレイク（作曲：筒美京平）
- 水のルージュ（作曲：筒美京平）
- Kiss（作曲：筒美京平）
- ウインク・キラー（作曲：和泉宏隆）
- 素直じゃなくって御免（作曲：林哲司）
- 純愛（作曲：大沢誉志幸）
- Free（作曲：馬飼野康二）

香坂みゆき
- 愛の芽ばえ（作曲：穂口雄右）
- 初恋宣言（作曲：馬飼野康二）
- グッバイ・サマー（作曲：馬飼野康二）
- プラネタリウム（作曲：穂口雄右）
- 時々 妖精のように（作曲：穂口雄右）
- あなたにはかなわない（作曲：穂口雄右）
- フリージア・モーニング（作曲：穂口雄右）
- 感じるんです（作曲：穂口雄右）
- 青い芽（作曲：穂口雄右）
- 365粒の涙（作曲：穂口雄右）
- GOOD NIGHT（作曲：穂口雄右）
- 昨日より抱きしめて（作曲：佐藤隆）

郷ひろみ
- サファイア・ブルー（作曲：井上陽水）

小坂忠
- 氷雨のスケッチ（作曲：鈴木茂）
- しらけちまうぜ（作曲：細野晴臣）
- 流星都市（作曲：細野晴臣）

児島未散
- セプテンバー物語（作曲：林哲司）
- サンセット・ブールバード（作曲：林哲司）
- プリテンド（作曲：林哲司）
- 海のリトグラフ（作曲：林哲司）

ゴスペラーズ
- ローレライ（作曲：井上大輔）

ゴダイゴ
- (カミング・トゥゲザー・イン)カトマンズ 日本語詞（英語詞：奈良橋陽子、作曲：タケカワユキヒデ）

後藤恭子
- ペガサスの少女（作曲：林哲司）

後藤久美子
- 制服の天使（作曲：筒美京平）
- タータン・チェックの手紙（作曲：筒美京平）

小林明子
- 真実（作曲：小林明子）

小林幸子
- さよならありがとう（作曲：松本俊明）

小室みつ子
- Angel Walk（作曲：筒美京平）

近藤名奈
- 1グラムの幸福（作曲：飯島真理）※飯島真理のカヴァー

近藤真彦
- スニーカーぶる〜す（作曲：筒美京平）
- 哀しきハイスクール（作曲：筒美京平）
- ストリート・レーサー（作曲：馬飼野康二）
- ためいき倶楽部（作曲：筒美京平）
- サマーウェーブ（作曲：筒美京平）
- さらば流星ガール（作曲：芳野藤丸）
- ヨコハマ・チーク（作曲：筒美京平）
- 嘆きのリンダ（作曲：筒美京平）
- ブルージーンズ メモリー（作曲：筒美京平）
- KOでOK（作曲：筒美京平）
- ひとりぼっちのバースデー（作曲：筒美京平）
- 火遊びセブンティーン（作曲：濱田金吾）
- ふられてBANZAI（作曲：筒美京平）
- 瞬間BEAUTIFUL（作曲：長沢ヒロ）
- ラスト・チャンスは俺にくれ（作曲：筒美京平）
- 憧れのリゾート・クイーン（作曲：筒美京平）
- ハイティーン・ブギ（作曲：山下達郎）
- MOMOKO（作曲：山下達郎）
- ホレたぜ!乾杯（作曲：筒美京平）
- ミッドナイト・ステーション（作曲：筒美京平）
- 天国でプラトニック（作曲：筒美京平）
- 天使の休息（作曲：長沢ヒロ）
- Z（作曲：長沢ヒロ）
- RACER（作曲：芳野藤丸）
- ハート・クラッシュ（作曲：筒美京平）
- See You Again（作曲：筒美京平）
- ためいきロ・カ・ビ・リー（作曲：筒美京平）
- Hey Girl（作曲：筒美京平）
- 10ccの涙（作曲：芳野藤丸）
- 四月物語（作曲：濱田金吾）
- ハイウェイ・スター（作曲：鈴木キサブロー）
- ロイヤル・ストレート・フラッシュ（作曲：筒美京平）
- 永遠に秘密さ（作曲：山下達郎）
- One more time（作曲：山下達郎）
- Made in Japan（作曲：筒美京平）
- Baby It's You（作曲：筒美京平）
- KISS（作曲：筒美京平）
- デスペラード -ならず者-（作曲：Mark Davis）

### さ行
西城秀樹
- 聖・少女（作曲：吉田拓郎）
- 夕陽よ、俺を照らせ（作曲：吉田拓郎）
- スポーツ・ガール（作曲：大瀧詠一）
- ロンサム・シティ（作曲：大瀧詠一）

PSY・S
- be with YOU（作曲：松浦雅也）
- Power Stone（作曲：松浦雅也）

斉藤由貴
- 卒業（作曲：筒美京平）
- 青春（作曲：筒美京平）
- 初戀（作曲：筒美京平）
- コスモス通信（作曲：来生たかお）
- 海の絵葉書（作曲：筒美京平）
- 情熱（作曲：筒美京平）
- ささやきの妖精（作曲：筒美京平）
- 青空のかけら（作曲：亀井登志夫）
- 指輪物語（作曲：崎谷健次郎）
- 雪灯りの町（作曲：来生たかお）

酒井法子
- 幸福なんてほしくないわ（作曲：入江剣）

坂上香織
- レースのカーディガン（作曲：来生たかお）
- Privacy（作曲：井上ヨシマサ）
- 赤いポシェット（作曲：財津和夫）
- 不思議なオルゴール（作曲：井上ヨシマサ）
- レモンを齧りながら（作曲：来生たかお）
- 緑の散歩道（作曲：鈴木キサブロー）
- 友達になりたい（作曲：萩田光雄）
- 蜜の月（作曲：来生たかお）
- わがままな空模様（作曲：井上ヨシマサ）
- 氷の人魚（作曲：鈴木キサブロー）
- 海を見てる少女（作曲：萩田光雄）
- プラトニックつらぬいて（作曲：後藤次利）
- もう一度振り向いて（作曲：井上ヨシマサ）
- 風をあつめて（作曲：細野晴臣）※はっぴいえんどのカバー
- ソバカスのある少女（作曲：鈴木茂）※はっぴいえんどのカバー

榊原郁恵
- ROBOT（ロボット）（作曲：筒美京平）
- 恋はう・ら・は・ら（作曲：筒美京平）

桜田淳子
- リップスティック（作曲：筒美京平）
- トロピカル・ランデブー（作曲：筒美京平）
- サマータイム・ブルース（作曲：筒美京平）
- 風の中の恋（作曲：石川鷹彦）
- 遠くに行かないで（作曲：石川鷹彦）

さとうあき子
- ブルーバタフライ（作曲：筒美京平）
- リリシズム（作曲：筒美京平）

佐藤隆
- 北京で朝食を（作曲：佐藤隆）

佐東由梨
- どうして?!（作曲：筒美京平）
- ロンリー・ガール（作曲：筒美京平）
- やさしくしてね（作曲：筒美京平）
- いかないで（作曲：筒美京平）

里中茶美
- ティーンエイジ・セレナーデ（作曲：小森田実）
- 魔法のビート（作曲：小森田実）
- 失恋（作曲：山口美央子）

沢田研二
- 燃えつきた二人（作曲：加瀬邦彦）
- 影絵（作曲：沢田研二）

沢田玉恵
- 花の精 -わたしのON・AIR-（作曲:筒美京平）
- 水蜜桃（作曲:筒美京平）
- 紫外線（作曲:筒美京平）
- 醒めた夢（作曲:筒美京平）

沢田富美子
- 青空on my mind（作曲・編曲：松任谷正隆）

C-C-B
- Romanticが止まらない（作曲：筒美京平）
- I SAY, I LOVE YOU（作曲：筒美京平）
- スクール・ガール（作曲：筒美京平）
- もっとハートフルに愛して（作曲：筒美京平）
- Lucky Chanceをもう一度（作曲：筒美京平）
- サーフ・ブレイク（作曲：筒美京平）
- 空想Kiss（作曲：筒美京平）
- 御意見無用、花吹雪（作曲：筒美京平）
- 元気なブロークン・ハート（作曲：筒美京平）
- スワンの城（作曲：筒美京平）
- 不自然な君が好き（作曲：関口誠人）
- ないものねだりのI Want You（作曲：筒美京平）
- 2 Much,I Love U.（作曲：筒美京平）
- 原色したいね（作曲：渡辺英樹）
- Love Is Light（作曲：筒美京平）
- 抱きしめたい（作曲：筒美京平）
- Inner Mind（作曲：渡辺英樹）
- 恋文（ラブレター）（作曲：渡辺英樹）
- Love Is Magic（作曲：筒美京平）
- 約束（作曲：筒美京平）
- 急接近（作曲：渡辺英樹）
- スクール・ボーイ（作曲：筒美京平）
- Forever（作曲：筒美京平）
- 二人のシーズン（作曲：関口誠人）
- 浮気なジル（作曲：筒美京平）
- メモリーなんていらない（作曲：関口誠人）
- Here Comes The C-C-B（作曲：筒美京平）
- リスキーゲーム（作曲：筒美京平）
- 空想Kiss-2（作曲：筒美京平）
- JOKEじゃなしに I LOVE YOU（作曲：筒美京平）
- ハードボイルド物語（作曲：筒美京平）
- TOO YOUNG（作曲：筒美京平）
- 青いブランケット（作曲：米川英之）
- Cherry Forest（作曲：田口智治）
- Cyber-Commander（作曲：田口智治）
- プリマドンナ（作曲：笠浩二）
- Velvet Touch（作曲：米川英之）
- Only For You,Only For Me.（作曲：米川英之）
- Blue Guitar（作曲：米川英之）

渋谷哲平
- Deep (ディープ)（作曲：都倉俊一）

島田奈美
- パウダー・スノーの妖精（作曲：林哲司）
- Free Balloon（作曲：林哲司）
- パステル・ブルーのためいき（作曲：林哲司）
- ハロー・レディ（作曲：財津和夫）
- タンポポの草原（作曲：井上ヨシマサ）
- NO!（作曲：佐藤健）
- Kissは元気の出る薬（作曲：財津和夫）
- Mint Tea Without Sugar（作曲：小坂明子）
- +αの勇気（作曲：大沢誉志幸）

清水宏次朗
- 今夜だけDarling（作曲：織田哲郎）
- Down Town Alley（作曲：織田哲郎）
- Love Balladeは歌えない（作曲：織田哲郎）
- TOUCH DOWN（作曲：鈴木キサブロー）
- 俺たちのシーズン（作曲：清水宏次朗）
- 19BOX（ジューク・ボックス）
- アルバイトブギ（作曲：井上大輔）

少年隊
- バラードのように眠れ（作曲：筒美京平）
- 魔法のウインク（作曲：筒美京平）
- stripe blue（作曲：筒美京平）
- ABC（作曲：筒美京平）
- 自然にkissして（作曲：筒美京平）
- 雨のスタジアム（作曲：筒美京平）

Johnny
- $百萬BABY（作曲：Johnny）
- ジュリエットの幻影（作曲：Johnny）

白鳥哲
- ひとりだち（作曲：吉田拓郎）

鈴木茂
（作曲は全て鈴木茂）
- 砂の女 ※鈴木茂とハックルバック名義でも発表
- 100ワットの恋人 ※鈴木茂とハックルバック名義でも発表
- 八月の匂い
- 微熱少年
- 人力飛行機の夜
- 夕焼け波止場
- 銀河ラプソディー
- LADY PINK PANTHER
- デビル・ゲーム
- BRANDY WINE
- TOKYO・ハーバー・ライン
- 走れラビット
- コルドバの夜
- 8分音符の詞（8 NOTE-SONG）
- レイニー・ステーション
- サマー・ワイン
- 風信子（ヒヤシンス）
- ジュリエット
- サテン・ドール
- TSUPPARING BLUES
- MOON BABY
- Tuesday Queen
- イメージ・チェンジ
- ラハイナ・ガール
- ストリップ・ティーズ
- マドモアゼル
- スパニッシュ・フライ（媚薬）
- ハヴァナ・シガレット
- 10セントの魂
- スウィート・インスピレーション
- 幻花（まぼろし）
- Galaxy Girl
- VIVA CALIFORNIA
- BAD DREAM
- Cold Blood

鈴木康博
（作曲は全て鈴木康博）
- ALONE
- スターライト・セレナーデ

スターボー
- ハートブレイク太陽族（作曲：細野晴臣）
- TOKYOベイ・ブルース（作曲：細野晴臣）
- 月世界ナイト（作曲：細野晴臣）
- 火星のプリンセス（作曲：細野晴臣）
- 100億光年の恋人（作曲：細野晴臣）

関口誠人
- 天河伝説殺人事件（作曲：関口誠人）

### た行
高田みづえ
- 花しぐれ（作曲：都倉俊一）
- デイ・ドリーム（作曲：都倉俊一）
- パープル・シャドウ（作曲：都倉俊一）
- 火の鳥（作曲：都倉俊一）
- 女ともだち（作曲：筒美京平）
- 泣きながらカナリヤ（作曲：筒美京平）
- 白亜館（作曲：筒美京平）
- 影絵町（作曲：筒美京平）
- かりそめ雲母雲（作曲：松任谷正隆）
- 絹の雨（作曲：松任谷正隆）

髙橋真梨子
- とまどい小夜曲（セレナーデ）（作曲：筒美京平）

高橋美枝
- ひとりぼっちは嫌い（作曲：松尾一彦）
- ピンクの鞄（トランク）（作曲：細野晴臣）
- エンゼル・フィッシュ（作曲：南佳孝）
- ダブル・デート（作曲：大村雅朗）

竹内まりや
- SEPTEMBER（作曲：林哲司）
- 磁気嵐（作曲：杉真理）
- 象牙海岸（作曲：林哲司）
- 五線紙（作曲：安部恭弘）
- イチゴの誘惑（作曲：林哲司）

立花理佐
- 刹那主義（作曲：筒美京平）
- 内気なガール・ハント（作曲：筒美京平）
- リサの妖精伝説 ―FAIRY TALE―（作曲：筒美京平）
- リサの妖精伝説 ―BE-BOP HIGHSCHOOL―（作曲：筒美京平）
- スロー・ダンスは踊らない（作曲：筒美京平）

田中美奈子
- Tell me（日本語詞）（作曲：Paul Chiten）

田村英里子
- 好きよ（作曲：筒美京平）
- 私はそよ風（作曲：筒美京平）
- デザートにKISS（作曲：筒美京平）
- 真剣（ほんき）（作曲：筒美京平）
- NEXT（作曲：筒美京平）
- REVOLUTION（作曲：筒美京平）
- リトル・ダーリン（作曲：平井夏美）
- 愛のナイチンゲール（作曲：山口美央子）

チェルシア・チャン
- ロング・ロング・グッバイ（作曲：筒美京平）
- チャイニーズ・ドール（作曲：筒美京平）

Chappie
- 水中メガネ（作曲：草野正宗）
- 七夕の夜、君に逢いたい（作曲：細野晴臣）

チューリップ
- 夏色のおもいで（作曲：財津和夫）※職業作詞家としての処女作。

塚田三喜夫
- 愛の女王蜂（作曲：三木たかし）

ティン・パン・アレー
- はぁどぼいるど町（作曲：鈴木茂）
- ソバカスのある少女（作曲：鈴木茂）
- ポケットいっぱいの秘密（作曲：穂口雄右）※アレンジと演奏を担当したアグネス・チャンの同曲カバー

寺尾聰
- ルビーの指環（作曲：寺尾聰）
- 渚のカンパリ・ソーダ（作曲：寺尾聰）アルバム『Reflections』（1981年4月5日）収録
- 喜望峰（作曲：寺尾聰）アルバム『Reflections』収録
- CINEMA HOTEL（作曲：寺尾聰）

テレサ野田
- ラブ・カンバセーション（作曲：吉田拓郎）

富田靖子
- 渚のドルフィン（作曲：筒美京平）
- 林檎雨（作曲：筒美京平）

冨田ラボ
- 眠りの森（作曲：冨田恵一）
- 海を渡る橋（作曲：冨田恵一）
- パラレル feat. 秦 基博（作曲：冨田恵一）

トランザム
- あゝ青春（作曲：吉田拓郎）
- ビューティフル・サンデー（作詞・作曲：Daniel Boone、Rod McQueen、訳詞：松本隆）

THE 東南西北
- 内心、Thank You（作曲：久保田洋司）
- Shadow Dancing（作曲：久保田洋司）
- あの娘がほしい（作曲：久保田洋司）
- 君の名前を呼びたい（作曲：久保田洋司）

### な行
ナイアガラ・トライアングル
（佐野元春、杉真理、大瀧詠一）
- A面で恋をして（作曲：大瀧詠一）

中井貴一
- 1999年（作曲：中崎英也）
- 黒の似合うひと（作曲：中崎英也）
- Shade（作曲：辻畑鉄也）

永井真理子
- 遠くから見つめている（作曲：西川進・小林孝至）
- かたちのないものが好き（作曲：西川進・小林孝至）
- 愛が醒めるとき（作曲：bice）

中川翔子
- 綺麗ア・ラ・モード（作曲：筒美京平）
- 心のアンテナ（作曲：細野晴臣）
- 硝子のプリズム（作曲：細野晴臣）
- カミツレ（作曲：筒美京平）
- 約束（作曲：筒美京平）

中島美嘉
- CRESCENT MOON（作曲：大野宏明）

中島愛゠ランカ・リー
- 星間飛行（作曲：菅野よう子）

中谷美紀
- いばらの冠（作曲・編曲・プロデュース：坂本龍一）
- 水族館の夜（作曲・編曲・プロデュース：坂本龍一）

中原香織
- 銀河鉄道の夜（作曲：細野晴臣）

中原理恵
- 東京ららばい（作曲：筒美京平）
- ディスコ・レディー（作曲：筒美京平）
- SENTIMENTAL HOTEL（作曲：筒美京平）
- マギーへの手紙（作曲：筒美京平）
- BOY HUNT（作曲：筒美京平）
- 枕詞（ピロー・トーク）（作曲：筒美京平）
- 卍BLUES（作曲：筒美京平）
- SHOW BOAT（作曲：筒美京平）
- 聖三角形（作曲：筒美京平）
- 寒い国から来た女（作曲：筒美京平）
- やさしさの証明（作曲：筒美京平）
- 懐かしのジョージ・タウン（作曲：筒美京平）
- 螺旋階段（作曲：筒美京平）
- 抱きしめたい（作曲：筒美京平）
- ダイアン・キートン（作曲：鈴木茂）
- 死ぬほど逢いたい（作曲：松宮恭子）
- Eマイナーのラブソング（作曲：松宮恭子）
- 涙のカクテル（作曲：筒美京平）

仲村トオル
- It's All Right（作曲：中崎英也）
- Young Blood（作曲：林哲司）

中村雅俊
- あゝ青春（作曲：吉田拓郎）
- 青春試考（作曲：吉田拓郎）
- 注文の多い恋人よ（作曲：吉田拓郎）
- もう一度抱きたい（作曲：中崎英也）

長渕剛
- 宵待草（作曲：長渕剛）

中森明菜
- 愛撫（作曲：小室哲哉）
- 二人静 -「天河伝説殺人事件」より（作曲：関口誠人）
- 落花流水（作曲：林田健司）
- 黒薔薇（作曲：OSNY MELO）
- NORMA JEAN（作曲：小室哲哉）

中山美穂
- 「C」（作曲：筒美京平）
- スピード・ウェイ（作曲：林哲司）
- 生意気（作曲：筒美京平）
- BE-BOP-HIGHSCHOOL（作曲：筒美京平）
- 放課後（作曲：筒美京平）
- クローズ・アップ（作曲：財津和夫）
- 瞳のかげり（作曲：財津和夫）
- JINGI・愛してもらいます（作曲：小室哲哉）
- 泣かないわ（作曲：筒美京平）
- ツイてるねノッてるね（作曲：筒美京平）
- WAKU WAKUさせて（作曲：筒美京平）
- ハートのスイッチを押して（作曲：筒美京平）
- 炎の舞（作曲：筒美京平）
- ペニンシュラ・モーニング（作曲：筒美京平）
- 黄金海岸（作曲：筒美京平）
- 霧のケープコッド（作曲：筒美京平）
- スウェーデンの城（作曲：筒美京平）
- インカの秘宝（作曲：筒美京平）
- 熱い夜（作曲：筒美京平）
- 時の流れのように（作曲：筒美京平）
- 「派手!!!」（作曲：筒美京平）
- ジェラシー（作曲：筒美京平）

西田ひかる
- ときめいて（作曲：筒美京平）
- めぐり♡あい（作曲：筒美京平）
- もっと一緒にいたい（作曲：筒美京平）
- 生きてるって素晴らしい（作曲：筒美京平）

西村知美
- 16粒の角砂糖（作曲：辻畑鉄也）
- 想い出の冬休み（作曲：筒美京平）
- サクラが咲いた（作曲：筒美京平）
- 天使のゆびさき（作曲：細野晴臣）
- Blueberry Jam（作曲：井上ヨシマサ）

野口五郎
- むさし野詩人（作曲：佐藤寛）
- さよなら綴り（作曲：佐藤寛）
- 沈黙（作曲：筒美京平）
- 鼓動（作曲：筒美京平）
- 愛撫（作曲：野口五郎）
- 異邦人（作曲：筒美京平）
- 二死満塁の青春（作曲：筒美京平）
- 24時間の恋人（作曲：佐藤寛）　
- 夕凪海岸（作曲：筒美京平）
- 暖流（作曲：佐藤寛）
- エアポート・ストーリー（作曲：筒美京平）
- マンハッタン・スクランブル（作曲：筒美京平）
- ドライ・フラワー（作曲：筒美京平）
- 傷心スピード・ウェイ（作曲：野口五郎）　

### は行
畠山美由紀
- 罌粟（作曲：冨田恵一）

畑中葉子
- ロミオ&ジュリエット'79　（作曲：平尾昌晃）
- テキーラ（作曲：平尾昌晃）

はっぴいえんど
- 春よ来い（作曲：大瀧詠一）
- かくれんぼ（作曲：大瀧詠一）
- 12月の雨の日（作曲：大瀧詠一）
- 朝（作曲：大瀧詠一）
- 抱きしめたい（作曲：大瀧詠一）
- 空いろのくれよん（作曲：大瀧詠一）
- はいからはくち（作曲：大瀧詠一）
- 春らんまん（作曲：大瀧詠一）
- 愛餓を（作曲：大瀧詠一）
- 田舎道（作曲：大瀧詠一）
- 外はいい天気（作曲：大瀧詠一）
- しんしんしん（作曲：細野晴臣）
- 敵 タナトスを想起せよ!（作曲：細野晴臣）
- あやか市の動物園（作曲：細野晴臣）
- はっぴいえんど（作曲：細野晴臣）
- 続はっぴーいいえーんど（作曲：細野晴臣）
- 風をあつめて（作曲：細野晴臣）
- 暗闇坂むささび変化（作曲：細野晴臣）
- 夏なんです（作曲：細野晴臣）
- あしたてんきになあれ（作曲：細野晴臣）
- 花いちもんめ（作曲：鈴木茂）
- 氷雨月のスケッチ（作曲：鈴木茂）
- 明日あたりはきっと春（作曲：鈴木茂）
- さよなら通り3番地（作曲：鈴木茂）
- ちぎれ雲（作曲：鈴木茂）

浜田省吾
- LOVE TRAIN（作曲：浜田省吾）

早見優
- 誘惑光線・クラッ!（作曲：筒美京平）
- STAND UP 日本語詞（作曲：リック・スプリングフィールド）
- 緑色のラグーン（作曲：筒美京平）

原田真二
- てぃーんず ぶるーす（作曲：原田真二）
- キャンディ（作曲：原田真二）
- シャドー・ボクサー（作曲：原田真二）
- タイム・トラベル（作曲：原田真二）
- ジョイ（作曲：原田真二）
- サゥザンド・ナイツ（作曲：原田真二）
- スペーシィ・ラブ（作曲：原田真二）
- 雨のハイウェイ（作曲：原田真二）
- ANGEL FISH（作曲：原田真二）
- グッド・ラック（作曲：原田真二）
- サン・ライズ（作曲：原田真二）
- Curtain Rise（作曲：原田真二）　※英詞:Louie西島
- Sports（作曲：原田真二）
- Plastic Doll（作曲：原田真二）
- 風をつかまえて（Catch The Wind）（作曲：原田真二）
- High-Way 909（作曲：原田真二）　※英詞:Louie西島　
- 黙示録（The Revelation）（作曲：原田真二）　　

原日出子
- 約束（作曲：筒美京平）
- 青い手紙（作曲：筒美京平）
- 青いラプソディー（作曲：筒美京平）
- 無風都市（作曲：筒美京平）

ひかる一平
- 青空オンリー・ユー（作曲：加瀬邦彦）
- 翔んでもHappy（作曲：加瀬邦彦）
- 可愛いデビル（作曲：加瀬邦彦）
- 恋のレインボー作戦（作曲：加瀬邦彦）
- ブルー・セブンティーン（作曲：東丈）
- やさしさ∞（無限大）（作曲：鈴木慶一）
- 胸さわぎの放課後（作曲：原田真二）
- ショット ガン（作曲：原田真二）
- 裸足のマリー（作曲：加瀬邦彦）

氷川きよし
- 白睡蓮（作曲：TAKURO）

BIBI
- スカイ・ピクニック（作曲：穂口雄右）
- サンシャイン・スーパーマン（作曲：筒美京平）

bice
- 嵐が丘（作曲：bice）
- Cloudy Sky（作曲：bice）
- 包んであげる（作曲：bice）

氷室京介
- 魂を抱いてくれ（作曲：氷室京介）
- 堕天使（作曲：氷室京介）

姫乃樹リカ
- 硝子のキッス（作曲：和泉常寛）
- ときめいて（作曲：松田良）
- スタンド・バイ・ミー（作曲：矢萩渉）
- 地上の楽園（作曲：井上陽水）

兵藤まこ
- 片想いツイスト（作曲：穂口雄右）

ピーカブー
- イエローサブマリンの刺繍（作曲：筒美京平）
- なぐさめ（作曲：筒美京平）
- 恋文横丁（作曲：筒美京平）
- 待合室（作曲：筒美京平）
- モーニング・ブルー・スカイ（作曲：筒美京平）
- サンシャイン・ガール（作曲：筒美京平）
- 親友（作曲：佐藤健）
- 本音（作曲：筒美京平）
- ほうせん花（作曲：筒美京平）

藤井隆
- 絶望グッドバイ（作曲：筒美京平）
- 地球に抱かれて（作曲：bice）
- 乱反射（作曲：bice）
- 未確認飛行体（作曲：堀込高樹）
- 究極キュート（作曲：筒美京平）
- 素肌にセーター（作曲：本間昭光）
- リラックス（作曲：田島貴男）
- 幸福インタビュー（作曲：コモリタミノル）
- 代官山エレジー（作曲：堀込高樹）
- モスクワの夜（作曲：本間昭光）

藤井尚之
- 
NATURALLY（作曲：藤井尚之）
- Manhattan（作曲：藤井尚之）
- クローム・メタリック（作曲：藤井尚之）
- ガラスのレプリカーナ（作曲：藤井尚之）
- ジェシーの夏（作曲：藤井尚之）
- 白い蝶（作曲：藤井尚之）
- 荒野のウルフ（作曲：藤井尚之）
- Cowboy（作曲：藤井尚之）
- Rock Star（作曲：藤井尚之）
- 水晶のブリッジ（作曲：藤井尚之）
- Dancing Rain（作曲：藤井尚之）
- WALTZ（作曲：藤井尚之）
- South of Border（作曲：藤井尚之）
- Masquerade（作曲：藤井尚之）
- Message（作曲：藤井尚之）
- Japansese（作曲：藤井尚之）
- 雨のニューオリオンズ（作曲：藤井尚之）
- Babysitter Blues（作曲：藤井尚之）
- 紫のライン（作曲：藤井尚之）
- HEAVEN（作曲：藤井尚之）
- SAX MACHINE（作曲：藤井尚之）
- スペードのエース（作曲：藤井尚之）
- リトル・ドラマー・ガール（作曲：藤井尚之）
- 君が好きだよ（作曲：藤井尚之）

藤井郁弥
- Mother's Touch（作曲：宇崎竜童）

藤村美樹
- 夢・恋・人。（作曲：細野晴臣）
- 春 mon amour（作曲：細野晴臣）

布施明
- 旅愁〜斑鳩にて〜（作曲：川口真）
- 水彩画のような人（作曲：川口真）

本田美奈子.
- Temptation（誘惑）（作曲：筒美京平）
- If…（作曲：筒美京平）

### ま行
前田愛・前田亜季
- Don't Cry（作曲：宇佐元恭一）

前田亜季
- 元気のシャワー（作曲：植野慶子）

松たか子
- Clover（作曲：松たか子）
- 愛が私に教えてくれたこと（作曲：堀込泰行）

松尾久美子
- メモワール（作曲：吉田拓郎）
- マイナスLOVE（作曲：吉田拓郎）

松田聖子
- 白い貝のブローチ（作曲：財津和夫）
- 白いパラソル（作曲：財津和夫）
- 花一色〜野菊のささやき〜（作曲：財津和夫）
- 風立ちぬ（作曲：大瀧詠一）
- Romance（作曲：平井夏美）
- 冬の妖精（作曲：大瀧詠一）
- ガラスの入江（作曲：大瀧詠一）
- 一千一秒物語（作曲：大瀧詠一）
- いちご畑でつかまえて（作曲：大瀧詠一）
- 流星ナイト（作曲：財津和夫）
- 黄昏はオレンジ・ライム（作曲：鈴木茂）
- 雨のリゾート（作曲：杉真理）
- December Morning（作曲：財津和夫）
- 赤いスイートピー（作曲：呉田軽穂）
- 制服（作曲：呉田軽穂）
- 渚のバルコニー（作曲：呉田軽穂）
- レモネードの夏（作曲：呉田軽穂）
- P・R・E・S・E・N・T（作曲：来生たかお）
- パイナップル・アイランド（作曲：原田真二）
- ひまわりの丘（作曲：来生たかお）
- LOVE SONG（作曲：財津和夫）
- ピンクのスクーター（作曲：原田真二）
- 水色の朝（作曲：財津和夫）
- SUNSET BEACH（作曲：来生たかお）
- 小麦色のマーメイド（作曲：呉田軽穂）
- マドラス・チェックの恋人（作曲：呉田軽穂）
- 野ばらのエチュード（作曲：財津和夫）
- 愛されたいの（作曲：財津和夫）
- 星空のドライブ（作曲：財津和夫）
- 四月のラブレター（作曲：大瀧詠一）
- 未来の花嫁（作曲：財津和夫）
- モッキンバード（作曲：南佳孝）
- ブルージュの鐘（作曲：細野晴臣）
- Rock'n'roll Good-bye（作曲：大瀧詠一）
- 電話でデート（作曲：南佳孝）
- 黄色いカーディガン（作曲：細野晴臣）
- 真冬の恋人たち（作曲：大村雅朗）
- Blue Christmas（作曲：財津和夫）
- ジングルベルも聞こえない（作曲：大村雅朗）
- 星のファンタジー（作曲：大村雅朗）
- HAPPY SUNDAY（作曲：財津和夫）
- 秘密の花園（作曲：呉田軽穂）
- レンガの小径（作曲：財津和夫）
- 天国のキッス（作曲：細野晴臣）
- わがままな片想い（作曲：細野晴臣）
- ピーチ・シャーベット（作曲：杉真理）
- マイアミ午前5時（作曲：来生たかお）
- セイシェルの夕陽（作曲：大村雅朗）
- ハートをRock（作曲：甲斐よしひろ）
- Bye-bye Playboy（作曲：財津和夫）
- 赤い靴のバレリーナ（作曲：甲斐よしひろ）
- メディテーション（作曲：上田知華）
- プルメリアの花（作曲：細野晴臣）
- パシフィック（作曲：大村雅朗）
- ガラスの林檎（作曲：細野晴臣）
- SWEET MEMORIES（作曲：大村雅朗）
- 瞳はダイアモンド（作曲：呉田軽穂）
- 蒼いフォトグラフ（作曲：呉田軽穂）
- WITH YOU（作曲：大村雅朗）
- BITTER SWEET LOLLIPOPS（作曲：大村雅朗）
- Canary（作曲：SEIKO）
- Private School（作曲：林哲司）
- Misty（作曲：井上鑑）
- LET'S BOYHUNT（作曲：林哲司）
- Wing（作曲：来生たかお）
- Party's Queen（作曲：来生たかお）
- Silvery Moonlight（作曲：来生たかお）
- Rock'n Rouge（作曲：呉田軽穂）
- ボン・ボヤージュ（作曲：呉田軽穂）
- 時間の国のアリス（作曲：呉田軽穂）
- 夏服のイヴ（作曲：日野皓正）
- 真っ赤なロードスター（作曲：林哲司）
- ガラス靴の魔女（作曲：南佳孝）
- いそしぎの島（作曲：尾崎亜美）
- 密林少女（作曲：林哲司）
- AQUARIUS（作曲：大村雅朗）
- 不思議な少年（作曲：南佳孝）
- Sleeping Beauty（作曲：大村雅朗）
- ピンクのモーツァルト（作曲：細野晴臣）
- 硝子のプリズム（作曲：細野晴臣）
- ハートのイアリング（作曲：Holland Rose）
- スピード・ボート（作曲：財津和夫）
- とんがり屋根の花屋さん（作曲：SEIKO）
- マンハッタンでブレックファスト（作曲：大村雅朗）
- 薔薇とピストル（作曲：SEIKO）
- 今夜はソフィストケート（作曲：Holland Rose）
- そよ風のフェイント（作曲：矢野顕子）
- Dancing Cafe（作曲：杉真理）
- MAUI（作曲：NOBODY）
- 銀色のオートバイ（作曲：林哲司）
- Star（作曲：林哲司）
- Caribbean Wind（作曲：大村雅朗）
- Musical Life（作曲：大村雅朗）
- 螢の草原（作曲：安藤まさひろ）
- 上海倶楽部（作曲：南佳孝）
- ローラー・スケートをはいた猫（作曲：亀井登志夫）
- チェルシー・ホテルのコーヒー・ハウス（作曲：宮城伸一郎）
- 時間旅行（作曲：SEIKO）
- 白い夜（作曲：来生たかお）
- マリオネットの涙（作曲：久保田洋司）
- 雨のコニー・アイランド（作曲：大沢誉志幸）
- ローゼ・ワインより甘く（作曲：玉置浩二）
- 瑠璃色の地球（作曲：平井夏美）
- Strawberry Time（作曲：土橋安騎夫）
- ベルベット・フラワー（作曲：三谷泰弘）
- 裏庭のガレージで抱きしめて（作曲：チャックムートン）
- Kimono Beat（作曲：小室哲哉）
- 妖しいニュアンス（作曲：大村雅朗）
- シェルブールは霧雨（作曲：SEIKO）
- All Of You（作曲：辻畑鉄也）
- 雛菊の地平線（作曲：大江千里）
- チャンスは2度ないのよ（作曲：広石武彦）
- ピンクの豹（作曲：米米CLUB）
- LOVE（作曲：辻畑鉄也）
- Pearl-White Eve（作曲：大江千里）
- 凍った息（作曲：大江千里）
- Please Don't Go（作曲：南佳孝）
- 妖精たちのTea Party（作曲：鈴木康博）
- 恋したら…（作曲：辻畑鉄也）
- 雪のファンタジー（作曲：大村雅朗）
- Marrakech〜マラケッシュ〜（作曲：Steve Kipner, Paul Bliss）
- No.1（作曲：Paul Cooper、David Foster）
- Blue（作曲：Tom Keane、Michael Landau、David Foster）
- You Can't Find Me（作曲：Jay Graydon, David Foster）
- 抱いて…（作曲：David Foster）
- 続・赤いスイートピー（作曲：Steve Kipner、Linda Thompson, David Foster）
- 四月は風の旅人（作曲：John Dexter、David Foster）
- 林檎酒の日々（作曲：David Foster）
- 哀しみのボート（作曲：大久保薫）
- 葡萄姫（作曲：M Rie）
- 月のしずく（作曲：宮島りつ子）
- ペーパードライバー（作曲：千沢仁）
- 櫻の園（作曲：大村雅朗）
- エメラルド海岸（作曲：柴草玲）
- カモメの舞う岬（作曲：島野聡）
- 心のキャッチボール（作曲：福士健太郎）
- 永遠のもっと果てまで（作曲：呉田軽穂）
- 惑星になりたい（作曲：呉田軽穂）

松本伊代
- 月下美人（作曲：細野晴臣）
- Last Kissは頬にして（作曲：関口誠人）

真璃子
- 恋、みーつけた（作曲：筒美京平）
- 魔法の時間（作曲：筒美京平）
- 夢飛行（作曲：筒美京平）

三木聖子
- 三枚の写真（作曲：大野克夫）

水沢アキ
- 祈り（作曲：三木たかし）
- 尾道の雨（作曲：三木たかし）　

水谷麻里
- 21世紀まで愛して（作曲：筒美京平、編曲：船山基紀）
- 銀のロケット（作曲：筒美京平、編曲：船山基紀）
- 地上に降りた天使（作曲：筒美京平、編曲：大谷和夫）
- 幸福になろーね（作曲：羽田健太郎）
- 乙女日和（作曲：筒美京平、編曲：武部聡志）
- 幻のユリ（作曲：筒美京平、編曲：武部聡志）
- 風になりたい（作曲：宮城伸一郎）
- パステルの雨（作曲：細野晴臣）
- なかよしNo.1（作曲：南佳孝）
- ハートを狙うキューピッド（作曲：筒美京平）

水谷豊
- はーばーらいと（作曲：井上陽水）
- 鍵はかけない（作曲：井上陽水）
- テンダネス（作曲：井上陽水）
- マリーナ デル レイ（作曲：井上陽水）
- AMERICAN LINE（作曲：井上陽水）
- やさしさ紙芝居（作曲：平尾昌晃）
- はあとふる（作曲：平尾昌晃）
- 真夜中のスウィング（作曲：山梨鐐平）
- 普通のラブ・ソング（作曲：筒美京平）
- 青空のバラード（作曲：平尾昌晃）
- レモンティーで乾杯（作曲：松宮恭子）
- SAILING（作曲：山梨鐐平）
- 明日天気になーれ（作曲：平尾昌晃）
- 勉強仮面（作曲：平尾昌晃）
- BARA BARA（作曲：柴野繁幸）
- 銀のピアスは似合わない（作曲：芳野藤丸）
- 北回帰線（作曲：柴野繁幸）
- Kのアドレス（作曲：山梨鐐平）
- 貿易風（作曲：山梨鐐平）
- さすらい人のバラード（作曲：筒美京平）
- お帰りなさい（作曲：筒美京平）
- 風の吹くまま（作曲：筒美京平）
- NIGHT WALK（作曲：南こうせつ）
- ポーカー・フェイス（作曲：筒美京平）
- ほろ酔いオペラ（作曲：筒美京平）

水野美紀
- 瞬間Kiss（作曲：都志見隆）

MINAKO with WILDCATS
- あなたと熱帯（作曲：忌野清志郎）
- We Are Wild Cats（作曲：樫原伸彦）
- Let It Burn（作曲：Scott Sheets）
- VIRGINITY（作曲：中崎英也）
- 霧のベール（作曲：中崎英也）
- Full Metal Armor（作曲：Scott Sheets）
- カシスの実（作曲：中崎英也）
- Because You're Mine（作曲：Joey Carbone）
- School Girl Blues（作曲：中崎英也）

南こうせつ
- ヘンゼルとグレーテル（作曲：南こうせつ）
- 上海エレジー（作曲：南こうせつ）

南沙織
- 田園交響楽（作曲：馬飼野康二）
- 卒業（作曲：馬飼野康二）
- 夏しぐれ（作曲：筒美京平）
- 哀しい妖精（作曲：ジャニス・イアン）
- 愛なき世代（作曲：木戸一成）
- 苦いレモン（作曲：筒美京平）

南佳孝
- おいらぎゃんぐだぞ（作曲：南佳孝）
- 弾丸列車（作曲：南佳孝）
- 吸血鬼のらぶしいん（作曲：南佳孝）
- 眠れぬ夜の小夜曲（作曲：南佳孝）
- 勝手にしやがれ（作曲：南佳孝）
- 摩天楼のヒロイン（作曲：南佳孝）
- 夜霧のハイウェイ（作曲：南佳孝）
- 春を売った女（作曲：南佳孝）
- ピストル（作曲：南佳孝）
- 午前七時の悲劇（作曲：南佳孝）
- 朝焼けにダンス（作詞：松本隆・三浦徳子、作曲：南佳孝）
- Portrait Woman（作曲：南佳孝）
- lion Under The Moonlight（作曲：南佳孝）
- Sleeping lady（作曲：南佳孝）
- Marie, Come Back（作曲：南佳孝）
- Route 88（作曲：南佳孝）
- Dear Mr. Sharlock（作曲：南佳孝）
- Vision In The Rain（作曲：南佳孝）
- Manhattan Gigolo（作曲：南佳孝）
- Simple Song（作曲：南佳孝）
- 憧れのラジオガール（作曲：南佳孝）
- 夜の翼（作曲：南佳孝）
- 月に向かって（作曲：南佳孝）
- デジタル・ツイスト（作曲：南佳孝）
- 回転扉（作曲：南佳孝）
- スローなブギにしてくれ (I want you)（作曲：南佳孝）
- ホリゾント（作曲：南佳孝）
- Hotel（作曲：南佳孝）
- デ・ジャ・ヴー（作曲：南佳孝）
- 空中庭園（作曲：南佳孝）
- 涙のステラ（作曲：南佳孝）
- Cool（作曲：南佳孝）
- Scotch and Rain（作曲：南佳孝）
- 夏服を着た女たち（作曲：南佳孝）
- 天文台（作曲：南佳孝）
- 波止場（作曲：南佳孝）
- 口笛を吹く女（作曲：南佳孝）
- 曠野へ（作曲：南佳孝）
- 昼下がりのテーブル（作曲：南佳孝）
- オズの自転車乗り（作曲：南佳孝）
- 80時間風船旅行（作曲：南佳孝）
- 素敵なパメラ（作曲：南佳孝）
- Come Back（作詞：松本隆・Martha Lavender、作曲：南佳孝）
- Peace（作曲：南佳孝）
- 浮かぶ飛行島（作曲：南佳孝）
- 火星の月（作曲：南佳孝）
- 宇宙遊泳（作曲：南佳孝）
- 真紅の魔都（作曲：南佳孝）
- スタンダード・ナンバー（作曲：南佳孝）
- 黄金時代（作曲：南佳孝）
- 冒険王（作曲：南佳孝）
- 二人のスロー・ダンス（作曲：南佳孝）
- ダイナー（作曲：南佳孝）
- ミーン・ストリート（作曲：南佳孝）
- ジョンとメリー（作曲：南佳孝）
- ラスト・ショー（作曲：南佳孝）
- 突然炎のごとく（作曲：南佳孝）
- フラミンゴ・キッド（作曲：南佳孝）
- 理由なき反抗（作曲：南佳孝）
- 水の中のナイフ（作曲：南佳孝）
- シュガーランド・エキスプレス（作曲：南佳孝）
- 華麗なるギャツビー（作曲：南佳孝）
- スケアクロウ（作曲：南佳孝）
- 避暑地の出来事（作曲：南佳孝）
- 土曜・日曜（作曲：南佳孝）
- Girl（作曲：南佳孝）
- Paradiso（作曲：南佳孝）
- 天使の日（作曲：南佳孝）
- 待つ女（作曲：南佳孝）
- …恋かもしれない（作曲：南佳孝）
- バンジー・ジャンプ（作曲：南佳孝）
- 青空（作曲：南佳孝）
- 聖夜（作曲：南佳孝・浜口茂外也）
- 魂のデート（作曲：南佳孝）
- 水のように風のように（作曲：南佳孝）
- 遙かなディスタンス（作曲：南佳孝）
- サンクチュアリ（作曲：南佳孝）
- ソバカスのある少女（作曲：鈴木茂）※ボーカルでゲスト参加したティン・パン・アレーの同曲カヴァー

三善英史
- 愛の千羽鶴（作曲：竜崎孝路）
- 愛の架け橋（作曲：浜圭介）

森川由加里
- カシミアにくるまって（作曲：松尾一彦）　
- Don’t Be Afraid（作曲：松尾一彦）　

森進一
- 冬のリヴィエラ（作曲：大滝詠一）
- 紐育物語（作曲：細野晴臣）
- ルーム・キー（作曲：細野晴臣）
- モロッコ（作曲：筒美京平）
- 霧のジブラルタル（作曲：筒美京平）

森山良子
- あやとり（作曲：渋谷毅）
- 恋模様（作曲：筒美京平）
- 小さな歴史（作曲：森山良子）
- 中央線あたり（作曲：森田公一）
- キングストンの街（作曲：大野克夫）
- かなしみの背表紙（作曲：森山良子）
- DISNEY MORNING（作曲：細野晴臣）
- 子供たちに教えなさい（作曲：岩沢幸矢）
- バス通り裏（作曲：財津和夫）
- いじっぱりな雨（作曲：瀬尾一三）
- グレイの背広（作曲：大野克夫）
- 心の休暇（作曲：森田公一）
- 待宵草（作曲：筒美京平）
- ある微笑（作曲：森山良子）

### や行
八神純子
- 愛色の季節

薬師丸ひろ子
- 探偵物語（作曲：大瀧詠一）
- メイン・テーマ（作曲：南佳孝）
- Woman "Wの悲劇"より（作曲：呉田軽穂）
- あなたを・もっと・知りたくて（作曲：筒美京平）
- すこしだけやさしく（作曲：大瀧詠一）
- 天に星、地に花（作曲：筒美京平）
- ささやきのステップ（作曲：佐藤健）
- 花のささやき（作曲：モーツァルト）
- 100粒の涙（作曲：筒美京平）
- ローズティーはいかが?（作曲：井上陽水）
- 寒椿、咲いた（作曲：中田喜直）
- 紅い花、青い花（作曲：細野晴臣）
- 麦わら帽子のアン（作曲：筒美京平）
- 透明なチューリップ（作曲：細野晴臣）
- 紫の花火（作曲：薬師丸ひろ子）
- 哀しみの種（作曲：井上陽水）
- かぐやの里（作曲：中田喜直）
- Love holic（作曲：宇徳敬子）

矢沢永吉
（作曲は全て矢沢永吉）
- Anytime Woman
- 長い黒髪
- アンジェリーナ
- 銀のネックレス
- 流星（ながれぼし）
- ため息
- ホテル・マムーニア
- 優しいコヨーテ
- 裸身
- Dry Martini
- 安物の時計
- サブウェイ特急

安田成美
- 風の谷のナウシカ（作曲：細野晴臣）
- 風の妖精（作曲：細野晴臣）
- トロピカル・ミステリー（作曲：大村雅朗）
- 月のミューズ（作曲：大村雅朗）
- 銀色のハーモニカ（作曲：細野晴臣）
- 透明なオレンジ（作曲：南佳孝）
- 悪戯な小鳥（作曲：大村雅朗）
- サマー・プリンセス（作曲：林哲司）

やまがたすみこ
- 夢色グライダー（作曲：細野晴臣）
- クリスタル・ホテル（作曲：伊藤銀次）

山口百恵
- 赤い絆 (レッド・センセーション)（作曲：平尾昌晃）
- 口約束（作曲：平尾昌晃）
- 愛染橋（作曲：堀内孝雄）
- Check Out Love（作曲：加藤ヒロシ）
- 嵐ヶ丘（作曲：加藤ヒロシ）
- 陽のあたる坂道（作曲：佐藤健）
- 飛騨の吊り橋（作曲：岸田智史）
- あまりりす（作曲：岸田智史）
- 春爛漫（作曲：鈴木茂）
- イノセント（純粋）（作曲：堀内孝雄）
- 抱きしめられて（作曲：鈴木茂）

山崎まさよし
- 昭和モダン（作曲：服部隆之）

山下久美子
- 赤道小町ドキッ（作曲：細野晴臣）

山下達郎
（作曲はすべて山下達郎）
- DREAMING GIRL
- いつか晴れた日に
- 氷のマニキュア
- 月の光
- KISSからはじまるミステリー〈feat. RYO（from ケツメイシ）〉
- 硝子の少年 [Unreleased Demo Vocal]

山瀬まみ
- メロンのためいき（作曲：呉田軽穂）
- セシリア・Bの片想い（作曲：宮城伸一郎）
- Heartbreak Cafe（作曲：南佳孝）
- Strange Pink（作曲：南佳孝）
- 今夜はフェアリーテール（作曲：呉田軽穂）　
- 水晶球（作曲：宮城伸一郎）
- ガラスの部屋（作曲：南佳孝）　
- Modern City（作曲：南佳孝）
- くちびるにマスカット（作曲：亀井登志夫）　
- 金の波、銀の砂（作曲：来生たかお）　　
- ピンクのマニキュア（作曲：南佳孝）
- 小夜子（作曲：来生たかお）　　　
- ロング・ヘアーの少年（作曲：亀井登志夫）　
- 氷のキャッスル（作曲：南佳孝）
- 月夜のカーニバル（作曲：亀井登志夫）　
- 水蜜桃（作曲：堀内孝雄）　
- 自由にして（作曲：浅沼正人）　
- Miracle Kiss（作曲：宮城伸一郎）
- リボンをほどいて（作曲：浅沼正人）　

ヤング101
- 空と海がとけあうとき（作詞：東海林修）

裕木奈江
- わすれな草（作曲：筒美京平）
- 裏返しのジェラシー（作曲：筒美京平）
- 空気みたいに愛してる（作曲：細野晴臣）
- すっぴん（作曲：細野晴臣）
- 青空挽歌（作曲：細野晴臣）
- いたずらがき（作曲：細野晴臣）
- 月夜のドルフィン（作曲：松浦雅也）

吉田拓郎
（作曲は全て吉田拓郎）
- 愛しているよ
- 裏街のマリア
- 英雄
- 狼のブルース
- 恩師よ
- 隠恋慕
- 風のシーズン
- 君が欲しいよ
- 君の街に行くよ
- 恋唄
- 心の破片
- 言葉
- この歌をある人に
- サマータイムブルースが聴こえる
- 白い部屋
- 外は白い雪の夜
- 旅立てジャック
- 爪
- 冷たい雨が降っている
- 虹の魚
- ハートブレイクマンション
- パーフェクトブルー
- Baby
- 白夜
- 舞姫
- まるで大理石のように
- 水無し川
- 無人島で…。
- 無題
- ローリング30

芳本美代子
- 白いバスケット・シューズ（作曲：井上大輔）
- 海辺のテレフォン・ボックス（作曲：井上大輔）
- プライベート・レッスン（作曲：井上大輔）
- Endless Love Song（作曲：宮城伸一郎）
- ムーンライト・クルーズ（作曲：井上大輔）　
- First Impression（第一印象）（作曲：井上大輔）
- クレープ・シュゼット（作曲：宮城伸一郎）
- 透明なエレベーター（作曲：佐藤準）　
- 微風（そよ風）のハンモック（作曲：財津和夫）　
- ハイビスカスの夏（作曲：宮城伸一郎）　
- 月影のシルエット（作曲：萩田光雄）　
- P・I・N・K（作曲：佐藤準）　　
- リボンのない贈り物（作曲：萩田光雄）　
- 雨のハイスクール（作曲：財津和夫）
- ワンサイデッド・ラヴ（作曲：宮城伸一郎）
- アプリコット・キッス（作曲：宮城伸一郎）
- 心の扉（作曲：財津和夫）
- 乙女の祈り（作曲：財津和夫）　
- 水玉模様のラブレター（作曲：財津和夫）　
- 渚のジェット・コースター（作曲：宮城伸一郎）
- ラビット語でささやいて（作曲：佐藤準）　
- パラダイス・パーク（作曲：宮城伸一郎）　
- 青い靴（作曲：筒美京平）
- 天然色の夏（作曲：筒美京平）
- 霧のタートル・ベイ（作曲：大村雅朗）　
- Auroraの少女（作曲：筒美京平）
- Feel So Fine（作曲：筒美京平）
- ストライプのソックス（作曲：南佳孝）　　
- Magic Garden（作曲：南佳孝）　
- 冬の街（作曲：財津和夫）
- 青春？（作曲：財津和夫）　

米川英之
- Private Lips（作曲：米川英之）/ 天使の町（作曲：米川英之）
- Burn 4 U.（作曲：米川英之）
- Jazzyな気分の夜（作曲：米川英之）
- 魂の歌（作曲：米川英之）

### ら行
ラッツ&スター
- Tシャツに口紅（作曲：大瀧詠一）
- 星空のサーカス（作曲：大瀧詠一）

ザ・リリーズ
- 水色のときめき（作曲：森田公一）
- 好きよキャプテン（作曲：森田公一）
- いじわる時計（作曲：森田公一）
- 初恋にさよなら（作曲：萩田光雄）
- すずらんの花（作曲：森田公一）
- 恋のつぼみ君（作曲：森田公一）
- ひと夏ぽっちの恋（作曲：萩田光雄）
- 水色のときめき（作曲：森田公一）
- 恋する3秒間（作曲：森田公一）
- 太陽がいっぱい（作曲：筒美京平）

笠浩二
- Rockin'Roll Baby（作曲：T・Bell, L・Creed）/ 純情夜（作曲：筒美京平）※「Rockin'Roll Baby」MVの監督も務める
- 冷たくしないで（作曲：筒美京平）
- 上海の夜は更けて（作曲：筒美京平）

レベッカ
- MONOTONE BOY（作曲：土橋安騎夫）

ロブバード
- 幸福ロンリーハート（作曲：柴野繁幸）

ローズマリー
- センチメンタル急行（作曲：穂口雄右）
- 傷心（いたみ）（作曲：馬飼野康二）
- 一枚の銅貨（作曲：馬飼野康二）

### わ行
渡辺徹
- 瞳・シリアス（作曲：筒美京平）
- 6月の別れ（作曲：筒美京平）

### その他（邦楽・長唄）
- 静（2007年、作曲：藤舎貴生） - 静御前を題材
- 幸魂 奇魂 －古事記より－（さきみたまくしみたま）（2012年、作曲：藤舎貴生） - 古事記を題材
- 儚小町（はかなこまち）（2024年、作曲：藤舎貴生） - 小野小町を題材

## 著書
- エッセイ集『微熱少年』（1975年、ブロンズ社・2016年、立東舎文庫）ISBN 978-4845627509
- 風のバルコニー―松本隆詩集（1981年、新興楽譜出版社）
- 秘密の花園（1984年、新潮社）
- 小説『微熱少年』（1985年、新潮社・2016年、立東舎文庫）ISBN 978-4845628070[注釈 3]
- 風街詩人（1986年、新潮社）
- 「マイダスの指」三部作
  - 硝子の人魚 マイダスの指1（1987年、思潮社）
  - 冒険王 マイダスの指2（1987年、思潮社）
  - 空中庭園 マイダスの指3（1987年、思潮社）
- 三日月姫（1987年、文藝春秋）
- 紺碧海岸（1992年、集英社）
- 天国への階段（1993年 講談社）
- 葡萄姫―千夜一夜物語（1996年、講談社）
- 成層圏紳士（2001年、東京書籍）
- 風のくわるてつと（1972年、新潮文庫・2001年、角川文庫・2016年、立東舎）ISBN 978-4845627813
- 対談集『KAZEMACHI CAFE』（2005年、ぴあ）
- 松本隆対談集 風待茶房 1971-2004（2017年1月10日、立東舎）ISBN 978-4845628995
- 松本隆対談集 風待茶房 2005-2015（2017年1月10日、立東舎）ISBN 978-4845629008

## 映画
- 微熱少年（1987年、東宝）
  - 松本の青春時代の経験を元に綴ったという自叙伝的小説『微熱少年』を映像化。松本の初監督作品。劇中音楽も手がけた。

## 関連作品
音楽
- 風街図鑑（1999年12月1日） ※作詞活動30周年記念コンピレーション。
- 風街クロニクル 〜another side of happy end〜（2004年11月3日） ※はっぴいえんどメンバー作曲×松本作詞作品のコンピレーション。
- 風街少年（2007年11月21日） ※著名人の選者12名が選んだ松本作品・男性ヴォーカル編。
- 風街少女（2007年11月21日） ※著名人の選者12名が選んだ松本作品・女性ヴォーカル編。
- 風街図鑑 風編（2009年12月9日） ※『風街図鑑』の品番改定による再発。1969年から1999年までの30年間でベストテンに入った作品から松本自身が選んだ50曲を収録。
- 風街図鑑 街編（2009年12月9日） ※『風街図鑑』の品番改定による再発。1969年から1999年までの30年に書いた詞、約2,000曲から本人が愛着のある50曲を収録。
- 新・風街図鑑（2009年12月9日） ※『風街図鑑』未収録の1969年から1999年までの曲と、2009年までの34曲を収録した、本人選曲による作詞活動40周年記念コンピレーション。
- 松本隆に捧ぐ -風街DNA-（2010年5月12日） ※松本が作詞を手がけた楽曲を今のアーティストがカヴァーした、作詞活動40周年記念アルバム。
- 風街であひませう（2015年6月24日発売） ※作詞活動45周年記念トリビュートカバーアルバム。完全限定生産盤は歌詞の朗読集がセット[42]。
- 風街に連れてって！（2021年7月14日） ※作詞活動50周年トリビュートアルバム。CD初回限定生産盤には、松本直筆の歌詞やリリー・フランキーによるライナーノーツをはじめ、楽曲をイメージした撮り下ろしグラビア、描き下ろし短編漫画など様々な切り口で松本の詞の世界を表現した雑誌仕様の特典本「100%松本隆」、他にLPがセットになっている。日本コロムビアの新レーベル「びいだまレコーズ」第一弾作品。亀田誠治がプロデュース。
- 風街とデラシネ〜作詞家・松本隆の50年（2021年10月27日、GT music） ※コンピレーションCD。同日発売書籍「風街とデラシネ 作詞家・松本隆の50年」との連動企画CD。
- でもしあわせなんて何を持ってるかじゃない何を欲しがるかだぜ 〜松本隆を唄う〜（2025年5月、ホホホ座） ※作詞活動55周年記念トリビュートカバーアルバム。松本本人による歌詞制作秘話小冊子封入。

映像作品
- 松本隆 作詞活動45周年記念オフィシャル・プロジェクト 風街レジェンド2015 live at 東京国際フォーラム ホールA（2021年12月22日、日本コロムビア）

書籍・その他
- 喫茶店で松本隆さんに聞いたこと（2021年7月1日、夏葉社、著：山下賢二）
- 風街とデラシネ 作詞家・松本隆の50年（2021年10月27日、KADOKAWA、著：田家秀樹）※同日発売コンピレーションCD「風街とデラシネ〜作詞家・松本隆の50年」と連動企画書籍。
- 松本隆のことばの力（2021年10月7日、集英社インターナショナル、著：藤田久美子）
- 松本隆 言葉の教室（2021年11月16日、マガジンハウス、著：延江浩）
- 松本隆の詞を愛でる（2022年8月31日、翡翠総合研究所、著：白河清風）

ラジオ番組
- TOKYO FM特別番組松本隆50周年記念ラジオドラマ「恋人ができてしまったら、心を風街に閉じ込めて。」（2021年11月22日（21日深夜）、TOKYO FM）[43]

## 記録・受賞歴

### オリコン
シングル総売上枚数 - 4,985.4万枚（作詞家歴代3位）
| 順位                                  | 売上枚数 （万枚） | 作詞家   |
| ------------------------------------- | ----------------- | -------- |
| 1                                     | 10022.6           | 秋元康   |
| 2                                     | 6834.0            | 阿久悠   |
| 3                                     | 4985.4            | 松本隆   |
| 4                                     | 4229.7            | 小室哲哉 |
| 5                                     | 3796.1            | つんく♂  |
| 2015年12月8日付デイリーランキングまで |                   |          |

シングル売上TOP10
| 順位       | タイトル                     | アーティスト | 作曲家            | 発売日         |
| ---------- | ---------------------------- | ------------ | ----------------- | -------------- |
| 1          | 硝子の少年                   | KinKi Kids   | 山下達郎          | 1997年7月21日  |
| 2          | ルビーの指環                 | 寺尾聰       | 寺尾聰            | 1981年2月5日   |
| 3          | スニーカーぶる〜す           | 近藤真彦     | 筒美京平          | 1980年12月12日 |
| 4          | ハイスクールララバイ         | イモ欽トリオ | 細野晴臣          | 1981年8月5日   |
| 5          | ジェットコースター・ロマンス | KinKi Kids   | 山下達郎          | 1998年4月22日  |
| 6          | ボクの背中には羽根がある     | KinKi Kids   | 織田哲郎          | 2001年2月7日   |
| 7          | 木綿のハンカチーフ           | 太田裕美     | 筒美京平          | 1975年12月21日 |
| 8          | ガラスの林檎/SWEET MEMORIES  | 松田聖子     | 細野晴臣/大村雅朗 | 1983年8月1日   |
| 9          | 探偵物語/すこしだけやさしく  | 薬師丸ひろ子 | 大瀧詠一/大瀧詠一 | 1983年5月25日  |
| 10         | 魂を抱いてくれ               | 氷室京介     | 氷室京介          | 1995年10月25日 |
| 2015年現在 |                              |              |                   |                |

その他
- シングル1位獲得作品数：47曲（2015年現在）[44]
- 初のTOP10入り作品：「ポケットいっぱいの秘密」アグネス・チャン（1974年6月10日発売。チャート最高6位）
- 初のTOP3入り作品：「木綿のハンカチーフ」太田裕美（1975年12月21日発売。チャート最高2位）
- 初の1位獲得作品：「セクシャルバイオレットNo.1」桑名正博（1979年7月21日発売）

### 日本レコード大賞
大賞
- 第23回（1981年）ルビーの指環 寺尾聰

作詩賞
- 第23回（1981年）ルビーの指環 寺尾聰
- 第24回（1982年）小麦色のマーメイド 松田聖子

特別金賞
- 第25回（1983年）冬のリヴィエラ 森進一

金賞
- 第23回（1981年）ルビーの指環 寺尾聰
- 第24回（1982年）聖・少女 西城秀樹
- 第24回（1982年）小麦色のマーメイド 松田聖子
- 第25回（1983年）ガラスの林檎 松田聖子
- 第25回（1983年）ミッド・ナイト・ステーション 近藤真彦
- 第26回（1984年）ピンクのモーツァルト 松田聖子
- 第27回（1985年）Romanticが止まらない C-C-B
- 第28回（1986年）ツイてるねノッてるね 中山美穂

ベスト・アルバム賞（アルバム大賞）
- 第23回（1981年）A LONG VACATION 大滝詠一（10曲中9曲作詞担当）
- 第28回（1986年）SUPREME 松田聖子（プロデュース。全10曲作詞担当）

特別賞
- 第63回（2021年）

### その他
- 第16回日本作詩大賞（1983年） - 受賞曲「冬のリヴィエラ」
- 第66回芸術選奨文部科学大臣賞（2016年、大衆芸能『風街レジェンド2015』）[45][46]
- 2017年度紫綬褒章（2017年）[30]
- 第11回ベスト・プロデュース賞（2024年）[47][48]

## 出演

### テレビ
- SONGSスペシャル 時を超える青春の歌 〜作詞家・松本隆の45年〜（2015年10月30日、NHK総合）[49][50]
- 小さな旅シリーズ わたしの東京物語（2）〜風吹く街 新宿 松本隆〜（2017年4月16日、NHK総合）[51]
- ザ・インタビュー〜トップランナーの肖像〜（2017年4月22日、BS朝日）- インタビュアーは小島慶子[52]
- 坂崎幸之助のももいろフォーク村NEXT→しおこうじ玉井詩織×坂崎幸之助のお台場フォーク村（フジテレビNEXT）
  - 第64夜「木曜ヒットスタジオデラックス」（2016年10月20日）
  - 第79夜「松本縛りで2時間！フNs桃黒歌合戦」（2017年12月27日）
  - 第91夜「松本縛りでお台場リクエストアワー」（2018年12月13日）
  - 第103夜「ももクロと松本隆縛り忘年会」（2019年12月17日）[注釈 4]
  - 第115夜「松本隆×筒美京平縛り フNs音楽祭」（2020年12月9日）
  - 第127夜「松本隆縛りスタプラボーカルフェスティバル」（2021年12月14日）
  - 第139夜「松本隆縛り第2回スタプラボーカルフェスティバル」（2022年12月15日）
  - 第151夜「第7回松本隆縛り音楽祭」（2023年12月14日）
- 世界一受けたい授業（日本テレビ）
  - 人を惹きつける"魔法の日本語表現"（2018年12月29日）
  - 昭和・平成・令和のヒットソング！作詞家・松本隆先生に学ぶ！心に響く歌詞（2023年9月2日）[53]
- 訳あって…東京に住むのヤメました（2019年1月5日、日本テレビ）
- NHKスペシャル「筒美京平からの贈りもの 天才作曲家の素顔」（2020年10月31日、NHK総合）
- NHK MUSIC SPECIAL 松本隆 50年 〜時代と人をつないだ作詞家〜（2021年7月15日、NHK総合）[54]
- Sound Inn “S” 松本隆トリビュートスペシャル（2021年7月17日、BS-TBS）[55]
- よみがえれ!!あなたの青春フォーク＆ポップス！〈パート4〉（2021年9月5日、BSテレ東）[56]
- シティポップ・スタジオ（2024年11月10日、BS朝日）[57]

### CM・広告
- サッポロビール「サッポロ生ビール黒ラベル」
  - 『大人エレベーター』66Floor（2016年7月）[58]
  - 『丸くなるな、星になれ。』篇（2023年3月7日 - ）[59]
- タワーレコード「NO MUSIC, NO LIFE.」（2021年7月 - 8月）[60]

### PV
- クミコ「さみしいときは恋歌を歌って」（2016年9月）[61]

### ラジオ
- 今日は一日○○三昧 第214回「今日は一日"松本隆ソング"三昧」（2019年2月11日、NHK-FM放送）
- 松本隆 風街ラヂオ（2024年4月7日 - 、TBSラジオ） - 初のレギュラー冠番組。共演は竹内香苗
- ニッポン放送開局70周年記念「NEXT STAGEへの提言Ⅱ」 #10（2025年1月9日、ニッポン放送）[62]

### Web配信
- 松本隆 作詞活動50周年記念オフィシャル・プロジェクト「風街ちゃんねる」（2020年12月12日 - 2021年10月31日、PIA LIVE STREAM） - 全6回。MCは宇賀なつみ

## 連載
- 書きかけの…（2022年4月2日 - 、朝日新聞『be』） - エッセイ。朝日新聞の週末別冊版（二部紙）にて映画監督の山田洋次、音楽プロデューサーの亀田誠治と週替わりで連載[63]。
- 松本隆と歩くぼくの風街（2023年7月16日 - 、CREA） - エッセイ。Web配信[64]